# Fécamp
Fécamp est une commune française située dans le département de la Seine-Maritime en région Normandie. Ancien port morutier sur le littoral du pays de Caux, la commune est située à environ 40 km au nord du Havre.

## Géographie

### Localisation
Fécamp se trouve dans la valleuse de la Valmont, au cœur du pays de Caux, sur la côte d'Albâtre.
Elle est la ville-centre de l'aire d'attraction de Fécamp, de son aire urbaine ainsi que de son bassin de vie, et se trouve dans la zone d'emploi du Havre.

### Communes limitrophes
Les communes limitrophes sont Colleville, Épreville, Ganzeville, Saint-Léonard, Senneville-sur-Fécamp, Tourville-les-Ifs et Toussaint.
| Manche        | Manche                                    | Senneville-sur-Fécamp |
| Manche        | Fécamp                                    | Colleville            |
| Saint-Léonard | Tourville-les-Ifs Épreville Saint-Léonard | Toussaint Ganzeville  |

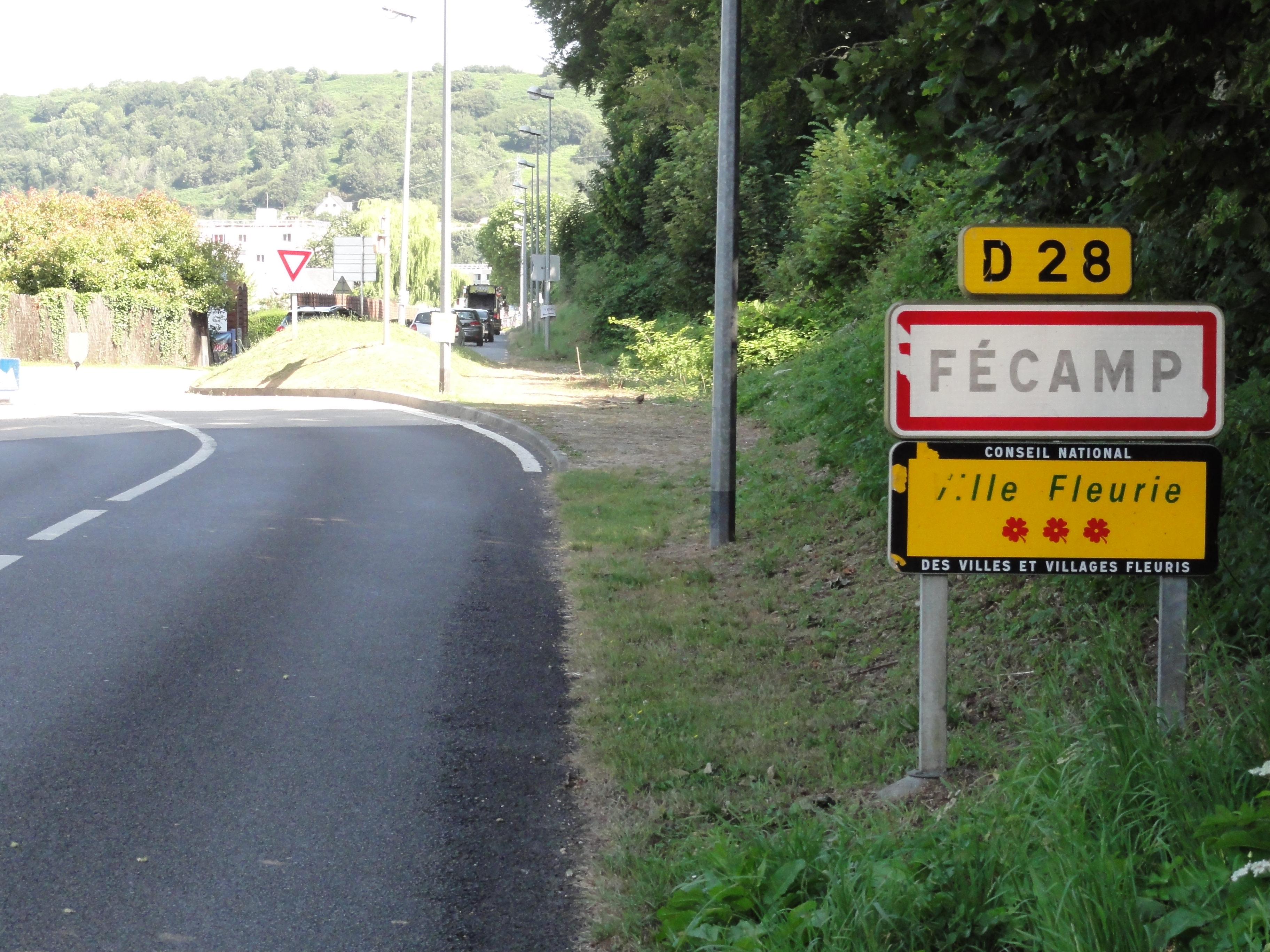
L'une des entrées de la commune.
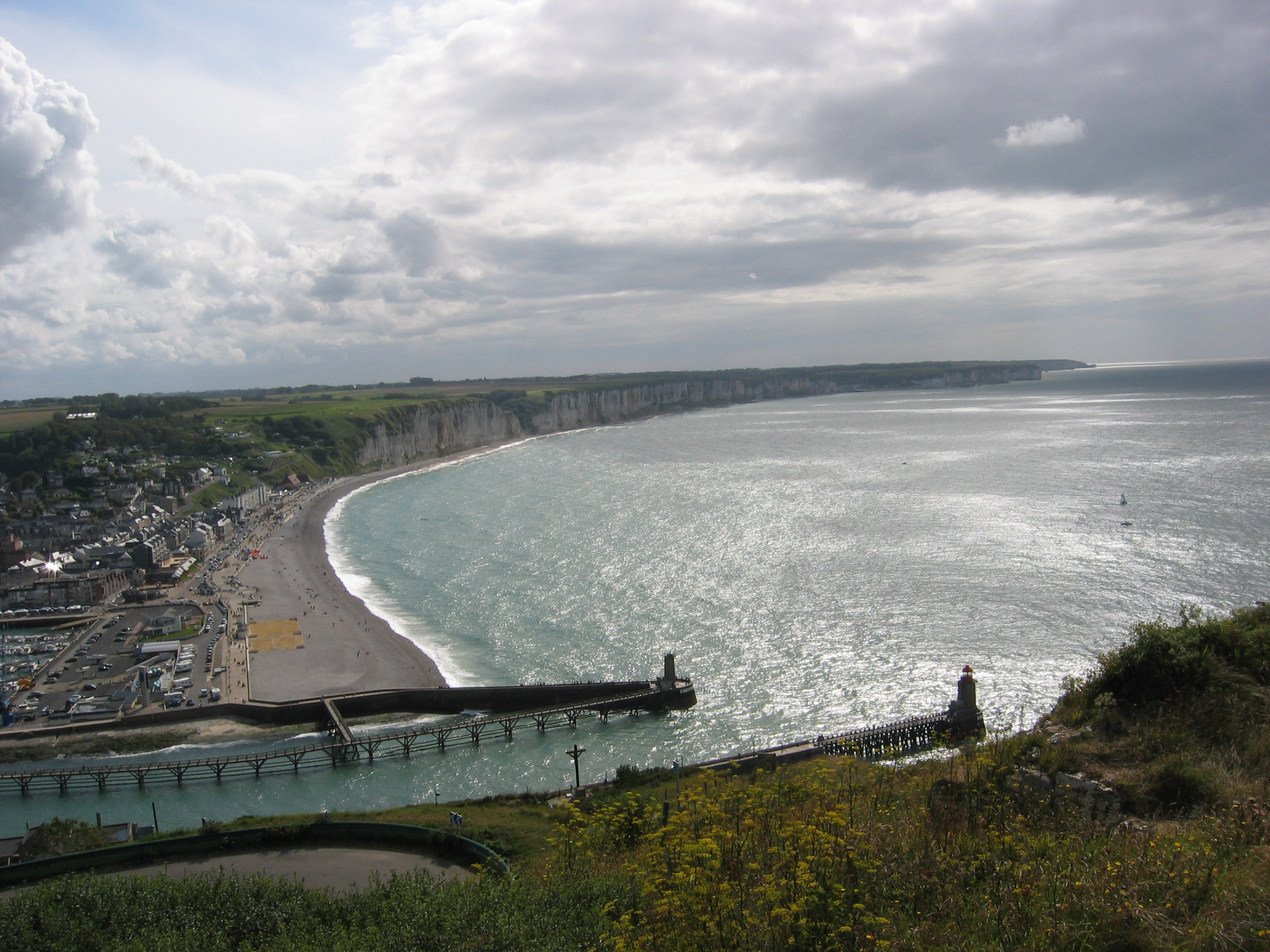
L'entrée du port, la plage et la falaise.
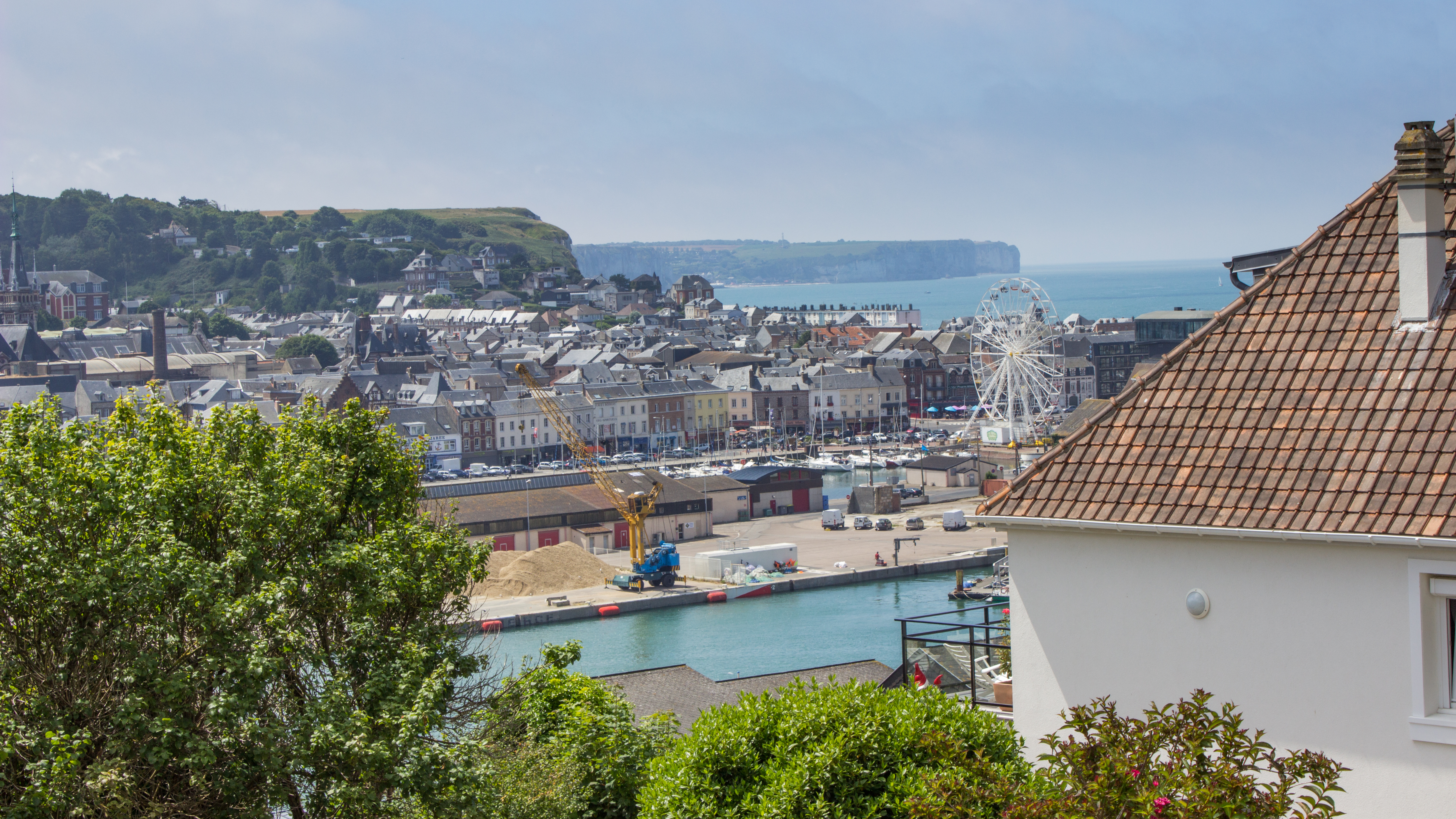
Fécamp vue de la route du Phare.

### Géologie et relief
La superficie de la commune est de 15,07 km2. Son altitude varie de 0  à   125 mètres.

### Hydrographie
La commune est située dans le bassin Seine-Normandie. Elle est drainée par la rivière de Valmont, le ruisseau de Ganzeville et divers autres petits cours d'eau,.
La rivière de Valmont, d'une longueur de 14 km, prend sa source dans la commune de Valmont et se jette  dans la Manche sur la commune, après avoir traversé trois communes. Les caractéristiques hydrologiques de la Valmont sont données par la station hydrologique située sur la commune. Le débit moyen mensuel est de 2,77 m3/s. Le débit moyen journalier maximum est de 10,4 m3/s, atteint lors de la crue du 30 avril 2018. Le débit instantané maximal est quant à lui de 15,7 m3/s, atteint le même jour.
Sept plans d'eau complètent le réseau hydrographique, dont 5 sur la commune de Fécamp, les no : 2 (1,43 ha), 4 (1,58 ha), 5 (1,32 ha), 6 (1,55 ha), 7 (1,49 ha); l'étang de l'épinay (3,16 ha) et celui du Nid du Verdier (3,26 ha),.

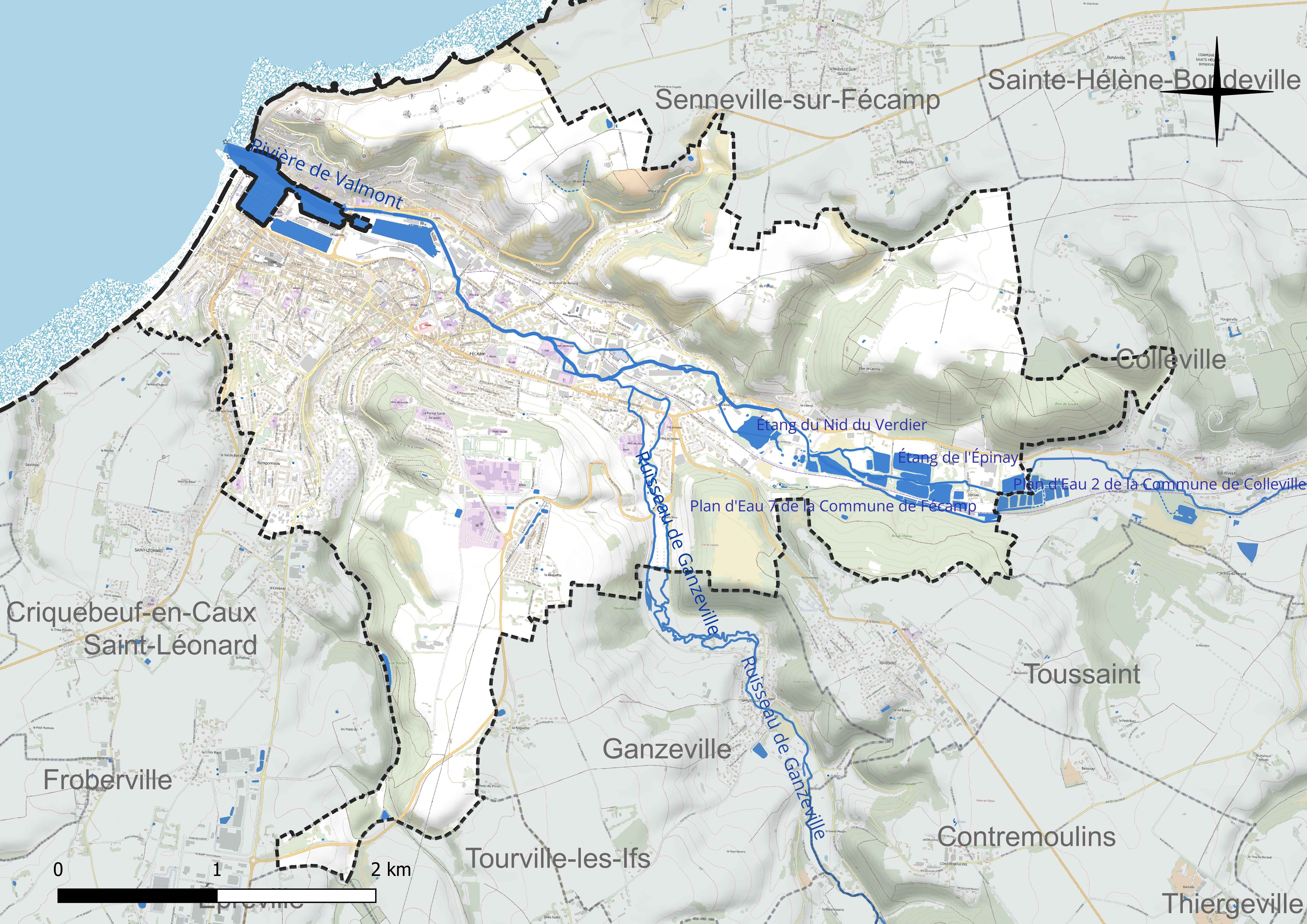
Réseau hydrographique de Fécamp.

### Climat
Pour des articles plus généraux, voir Climat de la Normandie et Climat de la Seine-Maritime.
En 2010, le climat de la commune est de type climat océanique franc, selon une étude du CNRS s'appuyant sur une série de données couvrant la période 1971-2000. En 2020, Météo-France publie une typologie des climats de la France métropolitaine dans laquelle la commune est exposée à un climat océanique et est dans la région climatique Côtes de la Manche orientale, caractérisée par un faible ensoleillement (1 550 h/an) ; forte humidité de l’air (plus de 20 h/jour avec humidité relative > 80 % en hiver), vents forts fréquents. Parallèlement le GIEC normand, un groupe régional d’experts sur le climat, différencie quant à lui, dans une étude de 2020, trois grands types de climats pour la région Normandie, nuancés à une échelle plus fine par les facteurs géographiques locaux. La commune est, selon ce zonage, exposée à un « climat maritime », correspondant au Pays de Caux, frais, humide et pluvieux, légèrement plus frais que dans le Cotentin.
Pour la période 1971-2000, la température annuelle moyenne est de 11 °C, avec une amplitude thermique annuelle de 12,4 °C. Le cumul annuel moyen de précipitations est de 814 mm, avec 12,1 jours de précipitations en janvier et 8,6 jours en juillet. Pour la période 1991-2020, la température moyenne annuelle observée sur la station météorologique la plus proche, située sur la commune de Octeville-sur-Mer à 29 km à vol d'oiseau, est de 11,5 °C et le cumul annuel moyen de précipitations est de 790,7 mm,. Pour l'avenir, les paramètres climatiques de la commune estimés pour 2050 selon différents scénarios d'émission de gaz à effet de serre sont consultables sur un site dédié publié par Météo-France en novembre 2022.

## Urbanisme

### Typologie
Au 1er janvier 2024, Fécamp est catégorisée centre urbain intermédiaire, selon la nouvelle grille communale de densité à sept niveaux définie par l'Insee en 2022. 
Elle appartient à l'unité urbaine de Fécamp, une agglomération intra-départementale regroupant deux communes, dont elle est ville-centre,,. 
Par ailleurs la commune fait partie de l'aire d'attraction de Fécamp, dont elle est la commune-centre,. Cette aire, qui regroupe 26 communes, est catégorisée dans les aires de moins de 50 000 habitants,.
La commune, bordée par la Manche, est également une commune littorale au sens de la loi du 3 janvier 1986, dite loi littoral. Des dispositions spécifiques d’urbanisme s’y appliquent dès lors afin de préserver les espaces naturels, les sites, les paysages et l’équilibre écologique du littoral, comme le principe d'inconstructibilité, en dehors des espaces urbanisés, sur la bande littorale des 100 mètres, ou plus si le plan local d'urbanisme le prévoit.

### Occupation des sols

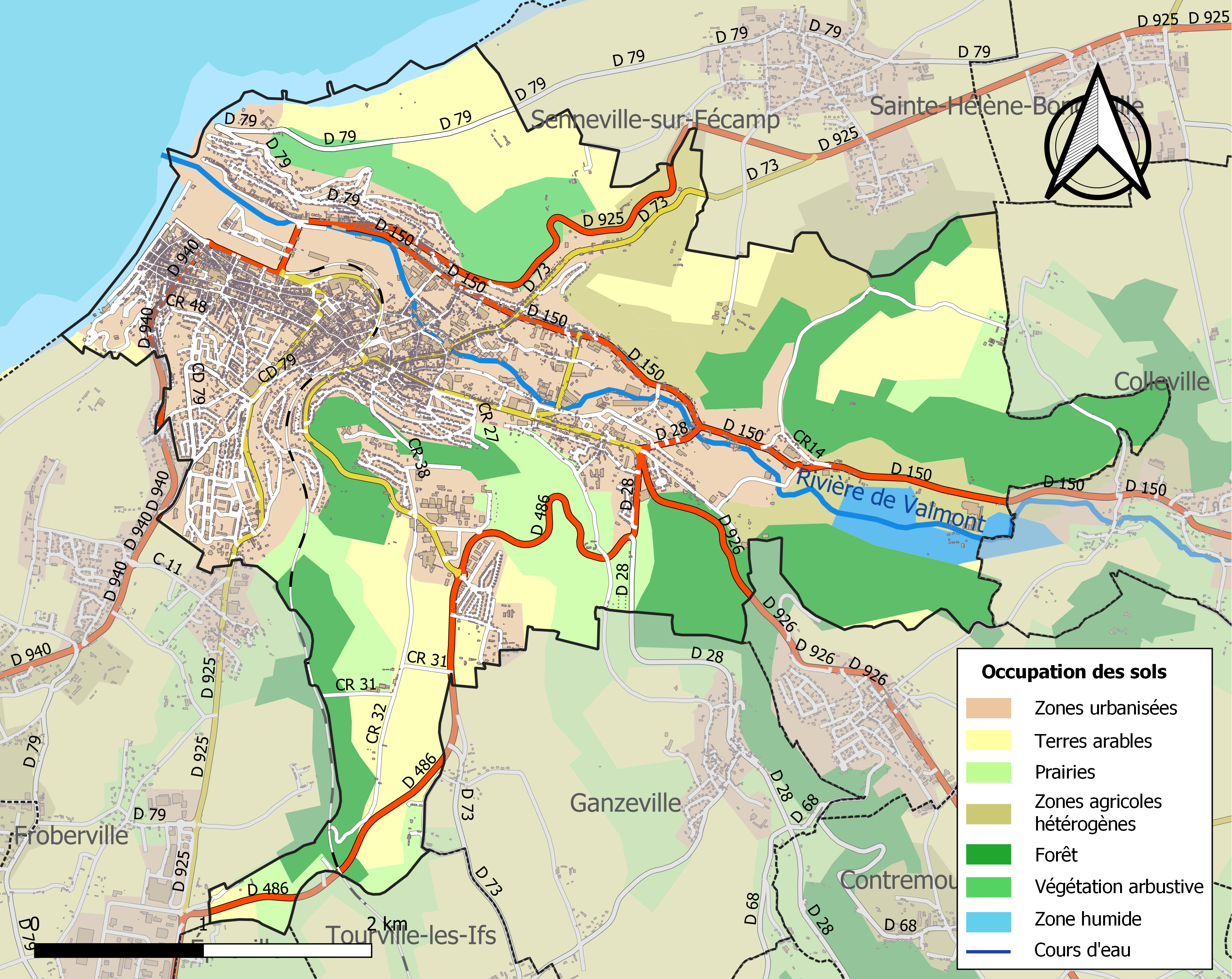
Carte des infrastructures et de l'occupation des sols de la commune en 2018 (CLC).

L'occupation des sols de la commune, telle qu'elle ressort de la base de données européenne d’occupation biophysique des sols Corine Land Cover (CLC), est marquée par l'importance des territoires artificialisés (37,2 % en 2018), en augmentation par rapport à 1990 (32,2 %). 
La répartition détaillée en 2018 est la suivante : zones urbanisées (28,1 %), forêts (20 %), terres arables (17,7 %), zones agricoles hétérogènes (9,5 %), prairies (9,2 %), zones industrielles ou commerciales et réseaux de communication (9,1 %), milieux à végétation arbustive et/ou herbacée (3,8 %), eaux continentales (1,6 %), zones humides côtières (1 %). 
L'évolution de l’occupation des sols de la commune et de ses infrastructures peut être observée sur les différentes représentations cartographiques du territoire : la carte de Cassini (XVIIIe siècle), la carte d'état-major (1820-1866) et les cartes ou photos aériennes de l'IGN pour la période actuelle (1950 à aujourd'hui).

### Habitat et logement
En 2021, le nombre total de logements dans la commune était de 10 793, alors qu'il était de 10 735 en 2016 et de 10 638 en 2011. 
Parmi ces logements, 85,1 % étaient des résidences principales, 6 % des résidences secondaires et 8,9 % des logements vacants. Ces logements étaient pour 48,4 % d'entre eux des maisons individuelles et pour 51,3 % des appartements. 
Le tableau ci-dessous présente la typologie des logements à Fécamp en 2021 en comparaison avec celle de la Seine-Maritime et de la France entière. Une caractéristique marquante du parc de logements est ainsi une proportion de résidences secondaires et logements occasionnels (6 %) supérieure à celle du département (4,1 %) mais inférieure à celle de la France entière (9,7 %). 
| Typologie                                               | Fécamp | Seine-Maritime | France entière |
| ------------------------------------------------------- | ------ | -------------- | -------------- |
| Résidences principales (en %)                           | 85,1   | 88             | 82,2           |
| Résidences secondaires et logements occasionnels (en %) | 6      | 4,1            | 9,7            |
| Logements vacants (en %)                                | 8,9    | 7,9            | 8,1            |

## Toponymie
Le nom est attesté dès 875 dans l'expression latine super fluvium Fiscannum, puis Fiscannus en 990.
Les formes les plus anciennes sont sans rapport avec l'étymologie savante Fici campus « champ du figuier », souvent invoquée à propos de la ville et dont s'inspire la graphie actuelle de Fécamp avec un -p final.
L'évolution du nom en « Fécan » procède régulièrement de *FISCANNU. Il s'agit vraisemblablement du nom d'origine de la rivière de Valmont (sans autre nom ancien) comme le montre la mention de 875 dans la charte de Charles le Chauve super fluvium Fiscannum « sur la rivière Fécam(p) ». En outre, le même processus de transfert d'un nom de rivière à un nom de lieu s'observe à plusieurs reprises en Seine-Maritime (cf. Eu, Dieppe, etc.) et ailleurs. Curieusement, les formes Fiscamnum monasterium au VIIe siècle (M.G.H. Passiones, t. V p. 337) et Ad Fiscamnum en 833 (Gesta, 111) ne sont pas prises en compte par François de Beaurepaire, alors qu'elles semblent indiquer également une étymologie en rapport avec un nom de rivière, ce qui permet de comparer avec Entrains-sur-Nohain (Nièvre, Intaranum IIe siècle, sur une des inscriptions d'Autun -RIO 1962 174-, Interamnum VIe siècle) ou Antrain (Intramnum au XIe siècle), dont l'élément -amnum « rivière » est un rhabillage bas latin pour le terme indigène anum « marais » ou ambes « rivière ». Le premier élément Fisc- représente vraisemblablement le vieux bas francique *fisk « poisson », d'où le sens global de « marais, rivière des poissons ».
L'explication d'Auguste Longnon par le latin classique fiscus au sens de « domaine du fisc » n'est pas reprise par Albert Dauzat et Charles Rostaing. En revanche, ils classent Fescamps (Somme, sans forme ancienne) avec les noms de type Fêche-l'Église, Fesches-le-Châtel, etc. sous la rubrique Feissal relevant du latin fiscus « trésor royal », reprenant en cela l'explication de Longnon. Ernest Nègre se base sur les propos des précédents et exclut, comme les seconds, Fécamp de cette série qui remonterait au latin fiscus.
En effet, Longnon voit dans Fécamp un *Fisci campus mot-à-mot « champ du fisc », contredit par les formes anciennes. On note, par ailleurs, que le terme fisque « fisc » n'est pas attesté avant le XIIIe siècle en français et est un emprunt au latin classique.
Albert Dauzat et Charles Rostaing posent donc un *fisk-hafn d'après la proposition de Hermann Gröhler, basé sur le germanique fisk « poisson » et hafn « port », explication reprise partiellement par François de Beaurepaire qui analyse le premier élément comme remontant effectivement au germanique fisk « poisson ». Cependant, Ernest Nègre leur reprend également l'identification du second élément -annum / -annus comme une altération du germanique hafn « port de pêche ».
Un nom de rivière identique est attesté en France avec la Fresquel, affluent de l'Aude, qui est un ancien Fiscanum également et dont le second élément ne peut pas être le germanique hafn « port ». En revanche, le germanique *fiskaz « poisson » est tout à fait compatible avec une origine wisigothique. Des noms de rivières similaires existent en Italie avec la Fisca (it), torrent du bassin du Pô, et en Allemagne dans les nombreux Fischach, Fischbach, etc..
Le gentilé est Fécampois.

## Histoire

### Gaule indépendante et romaine
Un oppidum (agglomération fortifiée gauloise) est établi au lieu-dit Côte du Canada, au sud-est de la ville actuelle. On peut y voir les restes des fortifications édifiées vers le milieu du Ier siècle av. J.-C., notamment ceux d'un rempart de type belge. Ce type de rempart est aujourd'hui appelé « Type Fécamp ».
Durant l'époque gallo-romaine, une voie reliant Fécamp à Étretat passait à l’actuel lieu-dit du Fond Pitron. L'actuelle route départementale RD 940 a repris le tracé de cette voie romaine.
En 1852, l'abbé Cochet met à jour un cimetière gallo-romain au niveau des quartiers de la Vicomté.
Une sépulture féminine, qui a pu être datée à partir de la découverte sur le site d'une silique d'Eugène (392-394), a été découverte en 1872, à l’ancien emplacement du couvent des capucins ou plus exactement un espace compris actuellement entre les rues Louis-Pasteur, Léon-Degenetais, Charles-le Borgne et Jules-Ferry. D'après le mobilier, il s'agirait de la tombe d'une femme de l'aristocratie germanique que les archéologues ont surnommée « sépulture des Capucins ». L'hypothèse de la présence d'une garnison germanique installée par le pouvoir romain dans le cadre du Litus Saxonicum a été avancée.

### Moyen Âge

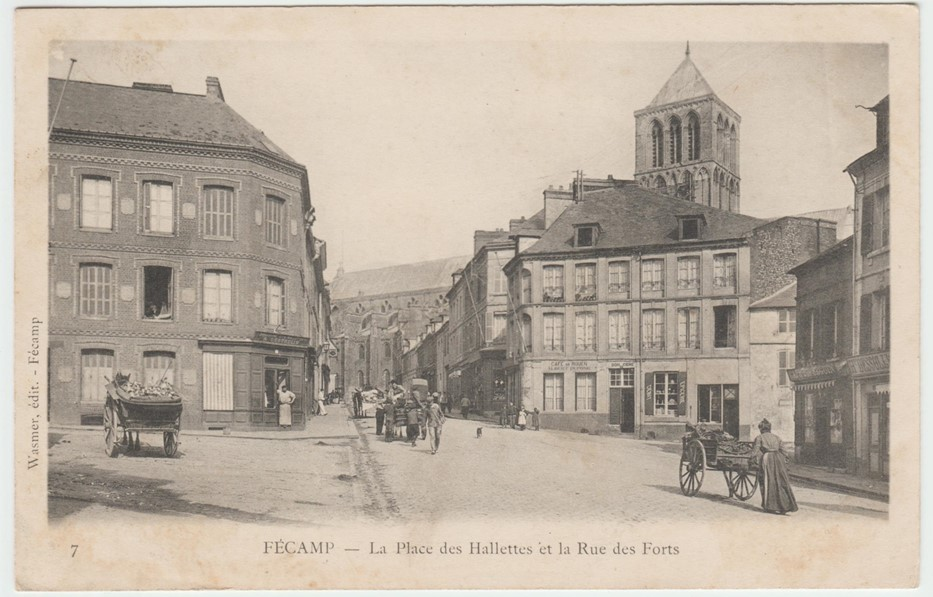
Photographie ancienne de la place des Hallettes et de la rue des Forts.

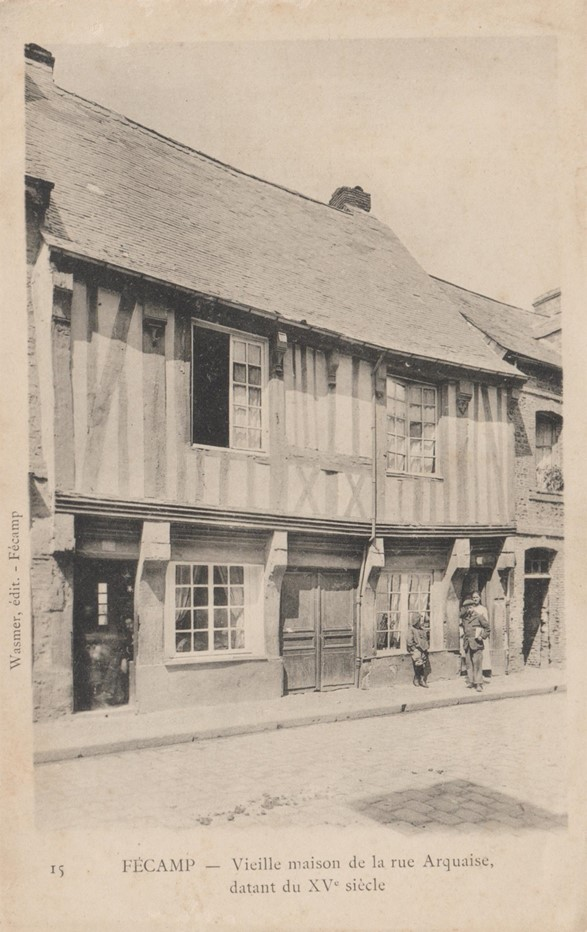
Vieille maison de la rue Arquaise à Fécamp, datant du XVe siècle.

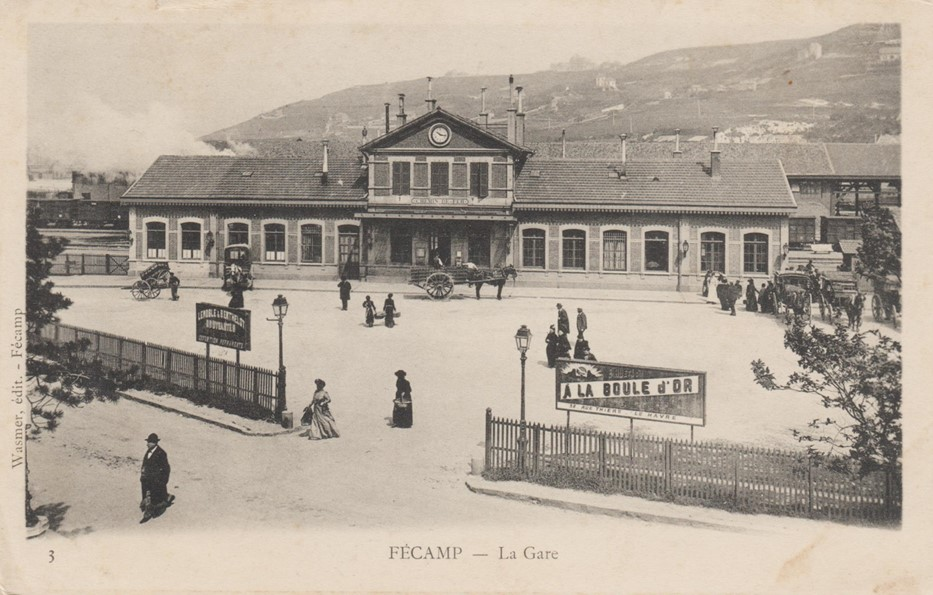
Photographie ancienne de la gare de Fécamp.

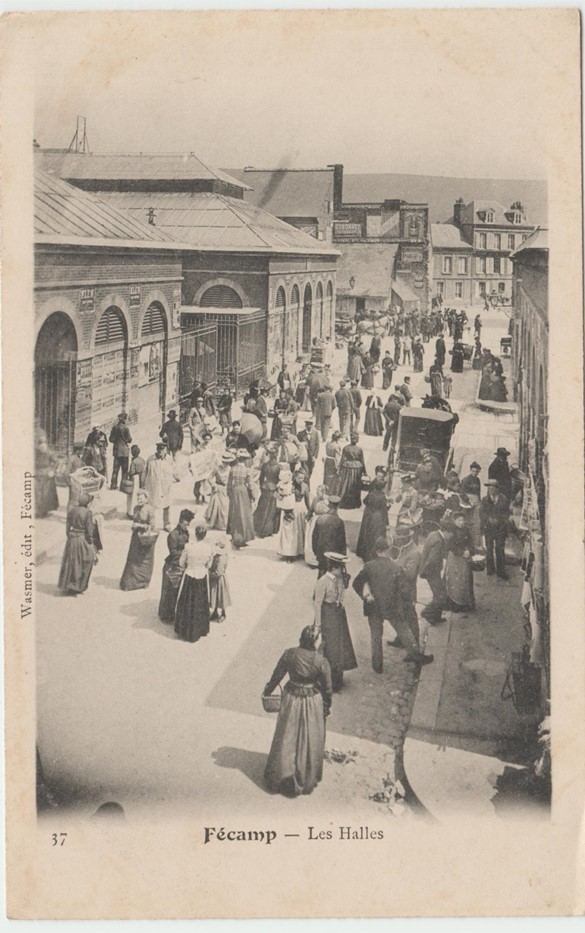
Photographie ancienne des halles de Fécamp.

Au VIIe siècle, saint Léger (en latin Leodegarius, du germanique Leudegari, cf. les leudes du roi des Francs) est déporté à Fécamp, est accueilli dans le premier monastère qui était alors une abbaye aux dames. On dit qu'il y recouvra la parole. Autour du palais ducal roman, des témoignages de l'époque carolingienne ont été retrouvés (monnaies et fondations de deux chapelles).
Au IXe siècle, les Vikings détruisent le monastère lors d’un raid et il est dit que les nonnes se sont mutilées volontairement le visage, pour échapper au « déshonneur ». Après 911 et le traité de Saint-Clair-sur-Epte, la région autour de Fécamp devient une zone d'implantation massive des Nortmanni comme le prouve la toponymie. Cette présence massive des Anglo-danois pourrait expliquer l'intérêt que portent les premiers ducs à la ville, somme toute modeste par rapport à Rouen et aux villes épiscopales du duché de Normandie. Ce sont peut-être Guillaume Longue-épée, qui s'y installe dès 932, ou son fils, Richard Ier de Normandie, qui commencent à fortifier la ville.
Fécamp est la ville natale des ducs de Normandie Richard Ier qui y meurt le 21 novembre 996 et Richard II qui y meurt le 22 août 1027. En 1963, fut découvert un trésor de pièces de monnaie essentiellement franques et anglo-saxonnes, mais aussi originaires de la Méditerranée, illustrant la circulation de la monnaie dans le nouveau duché. Il aurait été enterré vers 970-980, d'après la pièce la plus récente.
Richard Ier de Normandie, dit sans peur, y est né en 933, environ cent ans après les premières destructions commises par ses ancêtres vikings (851). Richard Ier fait reconstruire une église, mais c'est son fils Richard II de Normandie dit le bon qui fit venir Guillaume de Volpiano pour refonder une abbaye, à savoir : l'abbaye de la Trinité de Fécamp, selon la règle bénédictine en usage à Cluny. À l'origine Richard fit appel à Maïeul, l'abbé de Cluny, mais ce dernier aurait refusé au motif qu'il n'irait pas chez les pirates. L'église abbatiale de la Trinité est construite une première fois en style roman avec la pierre blonde de Caen et la pierre de Fécamp. Elle est consacrée en 1106 par l'archevêque de Rouen Guillaume Bonne-Âme. Sous les Plantagenêt, le scriptorium de Fécamp produit de nombreux manuscrits enluminés. Les reliques du Précieux Sang, une sorte de Saint-Graal vont attirer pécheurs et pèlerins et contribuer à faire de cette abbaye bénédictine la plus opulente de Normandie, à l'origine de ce dicton : « De quelque côté que le vent vente, l'abbaye de Fécamp a rente ». À la suite d'un terrible incendie en 1168, on entreprend la reconstruction de l'abbatiale en style gothique.
C'est du port de Fécamp que Robert Ier de Normandie rassembla une puissante armée et prit la mer afin d'envahir l'Angleterre afin de remettre sur le trône, Édouard et Alfred, fils d'Ethereld, chassés par le roi Knud en 1016.
Au début du XIIIe siècle, l'église est achevée sous l'abbatiat de Raoul d'Argences. En 1202, Jean sans Terre accorde un régime communal à Fécamp. Peu de temps après la ville est annexée au royaume de France par Philippe Auguste.
En 1410, les Anglais envahissent et incendient la ville, puis l'occupent, y maintenant une garnison. Henri V débarque à Chef-de-Caux en août 1415 ; le 9 octobre, il est à Fécamp avant de rejoindre Azincourt. La ville de Fécamp est placée sous l'autorité et la garnison de John Fastolf qui lève l'impôt à son gré sur le pays de Caux. La mort du régent Bedford (Jean de Lancastre) le 14 septembre 1435 donne aux Normands rebelles l'occasion de se révolter. Le 28 octobre, un chef de bande, Charles des Maretz, prend d'assaut la ville de Dieppe et la libère de l'occupation anglaise. Soutenus par des petits seigneurs et par des détachements français aux ordres de la Hire, les paysans se soulèvent amenant la libération de Fécamp et d'Harfleur. S'ensuit une riposte anglaise ; les paysans sont massacrés et les villes reprises à l'exception d'Harfleur qui résistera jusqu'en 1447 et Dieppe, que les Anglais ne pourront jamais enlever. En 1449, la ville est libérée de l'occupation anglaise, tout comme Rouen.
Lors des guerres de Religion, le capitaine Henri Goustimesnil de Bois-Rosé rallie la ville à Henri IV après sa conversion au catholicisme en juillet 1593. L'abbatiale passe sous l'autorité de Charles de Lorraine, un des trois Guise.

### Époque moderne

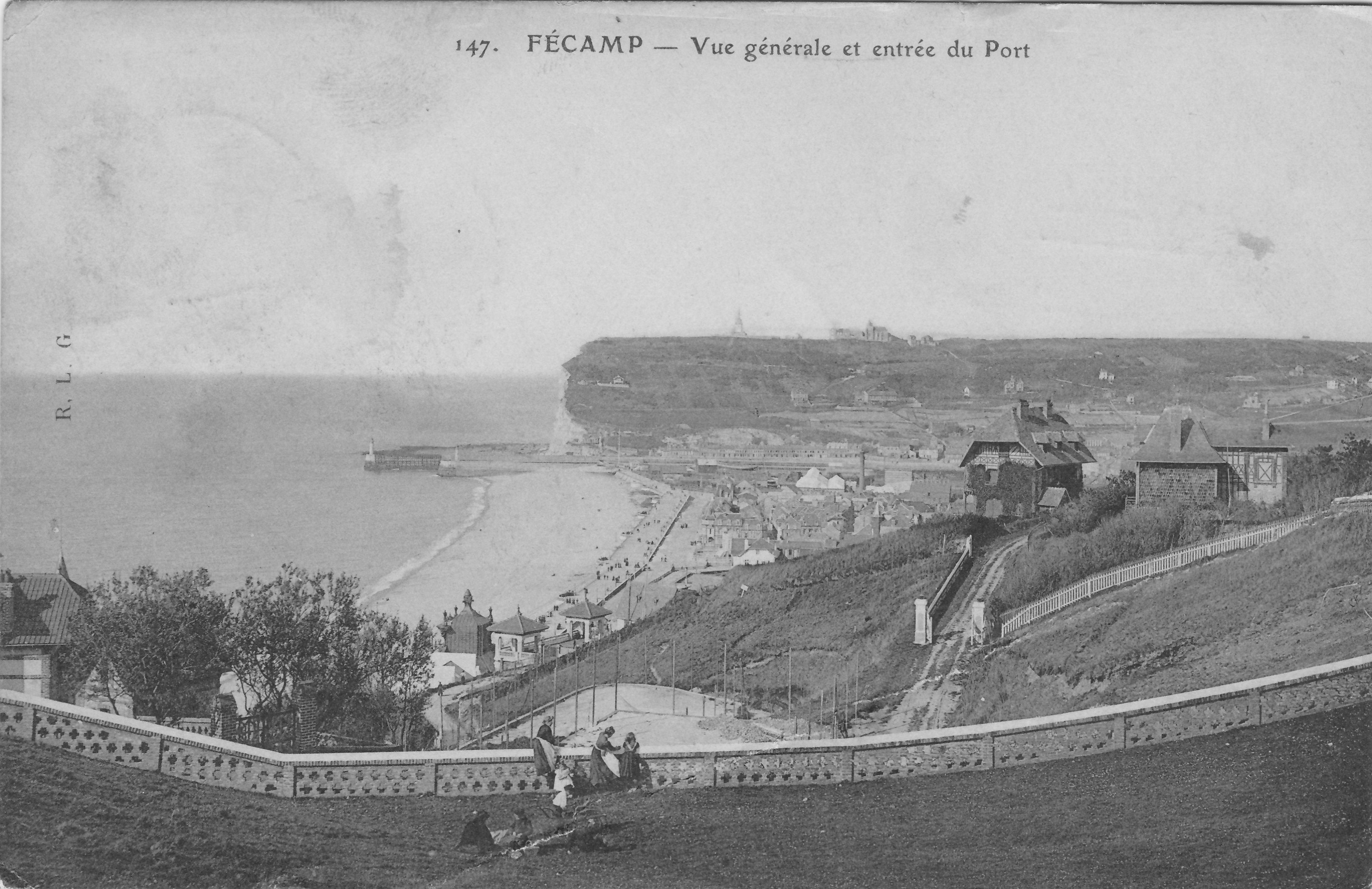
Fécamp, vue générale vers 1914.

L'histoire de Fécamp repose, avec celle de l'abbaye, principalement sur celle de son port fondé vers le XIe siècle, qui va générer à la fois la construction navale et la pêche. Au XVIIIe siècle, la pêche au hareng est en perte de vitesse, face à l'ensablement du port, la concurrence hollandaise, l'attrait de la contrebande anglaise (smogglage) et le manque d'investissements.
Le 16 octobre 1651, le roi Charles II d'Angleterre débarque à Fécamp réussissant à fuir Cromwelll.

### Époque contemporaine

#### Ville de femmes et Port de Terre-Neuvas

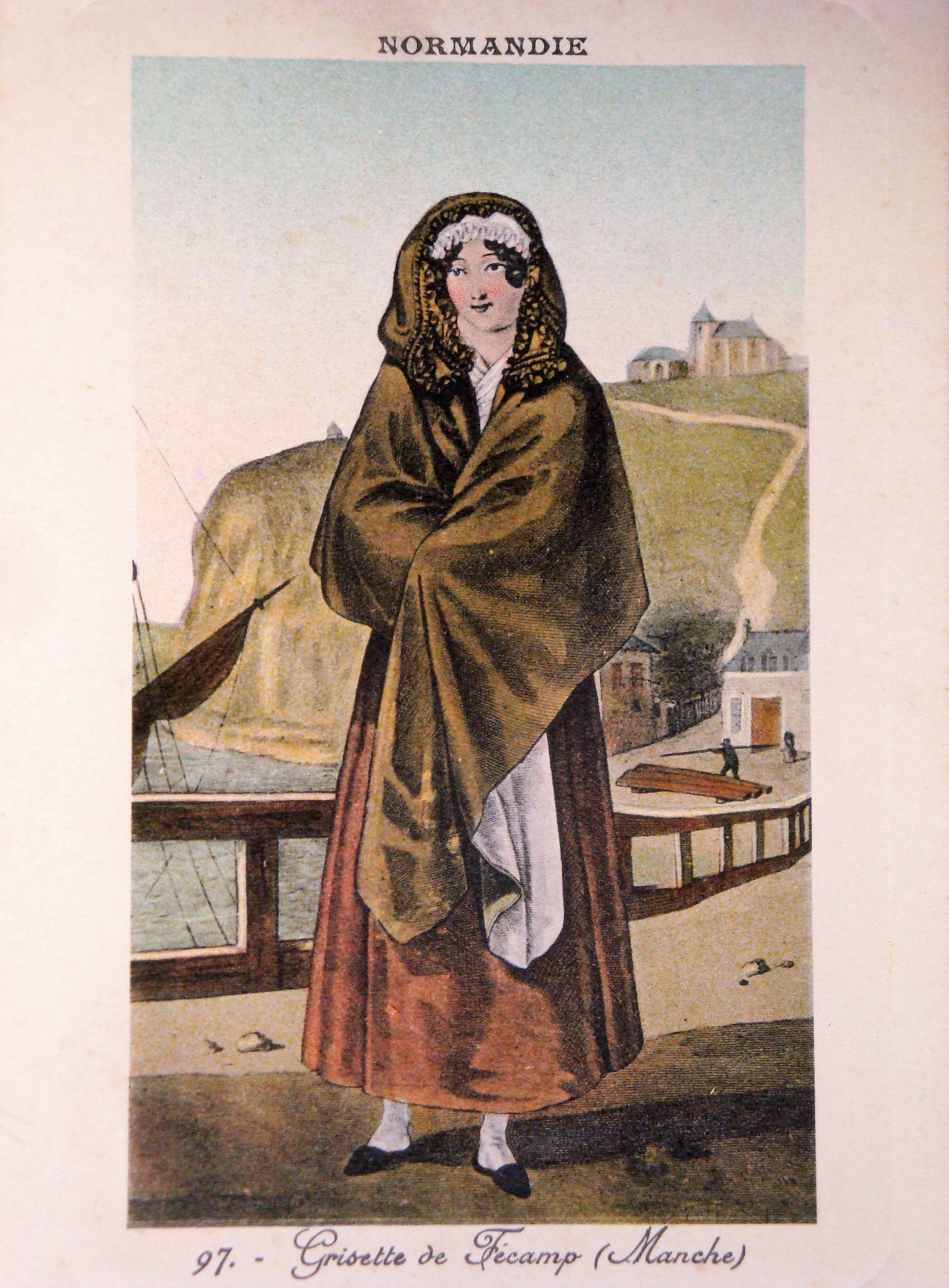
Grisette de Fécamp, lithographie de 1821 représentant une jeune ouvrière élégante.

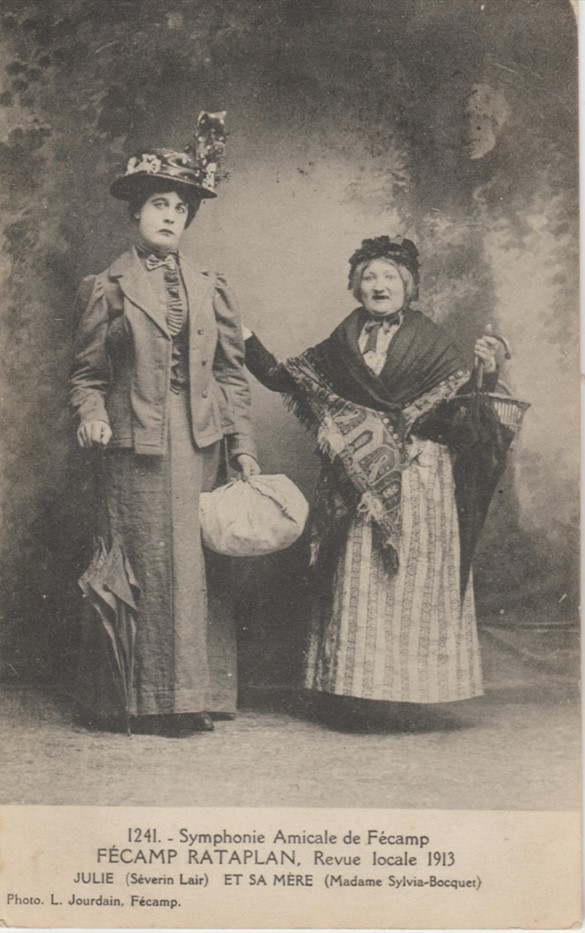
Symphonie amicale de Fécamp Rataplan. Revue locale 1913. Julie (Séverin Lair) et sa mère (madame Sylvia Bocquet). Photographie de L. Jourdain, Fécamp.

Du XIXe au milieu du XXe siècle, Fécamp a une importante activité de pêche morutière : les Terre-neuvas. Son port va un moment supplanter Saint-Malo comme premier port morutier français et définitivement Granville au XXe siècle, qui était traditionnellement le premier de Normandie et le second de France. La moitié des navires français pour cette pêche est armée à Fécamp au début du XXe siècle et l'apogée de cette activité se situe en 1903, quand le port arme 73 morutiers avec à leur bord un équipage de trente-cinq hommes en moyenne. Elle va se pratiquer jusque dans les années 1970, époque à laquelle le Canada interdit l'accès aux zones de pêches.
Pratiquée d'abord par les voiliers, trois-mâts, les campagnes pouvaient durer plus de six mois, le temps que les cales se remplissent de morues, qui étaient salées pour les conserver. La pêche à la ligne s'effectuait à partir des doris, petites embarcations qui emmenaient deux ou trois pêcheurs et qui étaient emboitées les unes dans les autres à bord du trois-mâts, pour prendre moins de place. Bon nombre de ces doris se sont perdus dans le brouillard et ne sont jamais revenus aux trois-mâts. Cette activité générait en partie la construction navale, puis les techniques ont évolué et les voiliers ont disparu. Le dernier trois-mâts goélette Léopoldine pour la pêche à la morue fera son ultime campagne en 1931, laissant la place aux navires à vapeur, puis aux moteurs diesel.
De nos jours, il ne réside qu'une faible activité halieutique, qui se résume à une pêche côtière. La plaisance a pris le pas sur la pêche. Le port départemental de Fécamp conserve une activité, notamment l'importation de bois. Le seul terre-neuvier français encore existant, le Marité, a été gréé, équipé et complété dans les chantiers navals de la ville en 1921. En outre, la Marine nationale utilise encore deux goélettes fabriquées à Fécamp dans les années 1930 : l'Étoile et la Belle Poule.
La charpente de la salle gothique du palais Bénédictine a été réalisée par les charpentiers de marine de la ville au XIXe siècle.
Les hommes en mer, les femmes travaillent aux usines de salaison de morues ou de maquereaux, mais aussi dans les usines textiles liées au lin, qui dès 1834 travaillent avec des métiers à tisser mécanique jusqu'à leur disparition à partir des années 1990, entrainant une lourde crise de transition économique pour la ville.
La ville se tourne verr le tourisme, mais aussi l'énergie éolienne. Ainsi un parc éolien comprenant cinq turbines (éoliennes) ouvre en juin 2006. Par ailleurs un projet de parc éolien offshore (en mer) an été mis en place entre 2014 à 2025, le projet ayant longtemps été repoussé. Les premiers travaux sur le site ont débuté dans le courant de l'année 2022 et les premières éoliennes ont été installées en juin 2023.
Au niveau du tourisme, la mairie entreprend (avec l'aide du département, mais aussi règlement de fonds départementaux et européens), la rénovation d'un bâtiment : le bâtiment des Pêcheries (ancienne usine de sècherie de la morue. Le musée qui retrace la vie des terre-neuvas (marin se rendant à Terre-neuve) et qui se situe sur le front de mer, déménage et prend place dans l'enceinte du bâtiment, abandonné depuis plus de vingt ans et en travaux depuis environ une dizaine d'années (contre dix-huit mois prévus au départ). 
Le retard aurait été dû a l'immense belvédère en verre situé sur le toit du bâtiment, toit qui a dû être renforcé pour l'occasion. Le musée a ouvert ses portes le week-end du 10 décembre 2017.

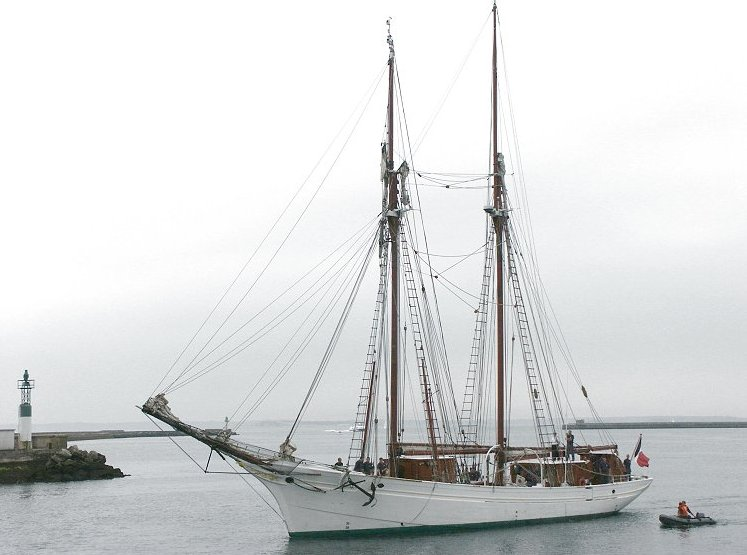
La Belle Poule rentrant au port.
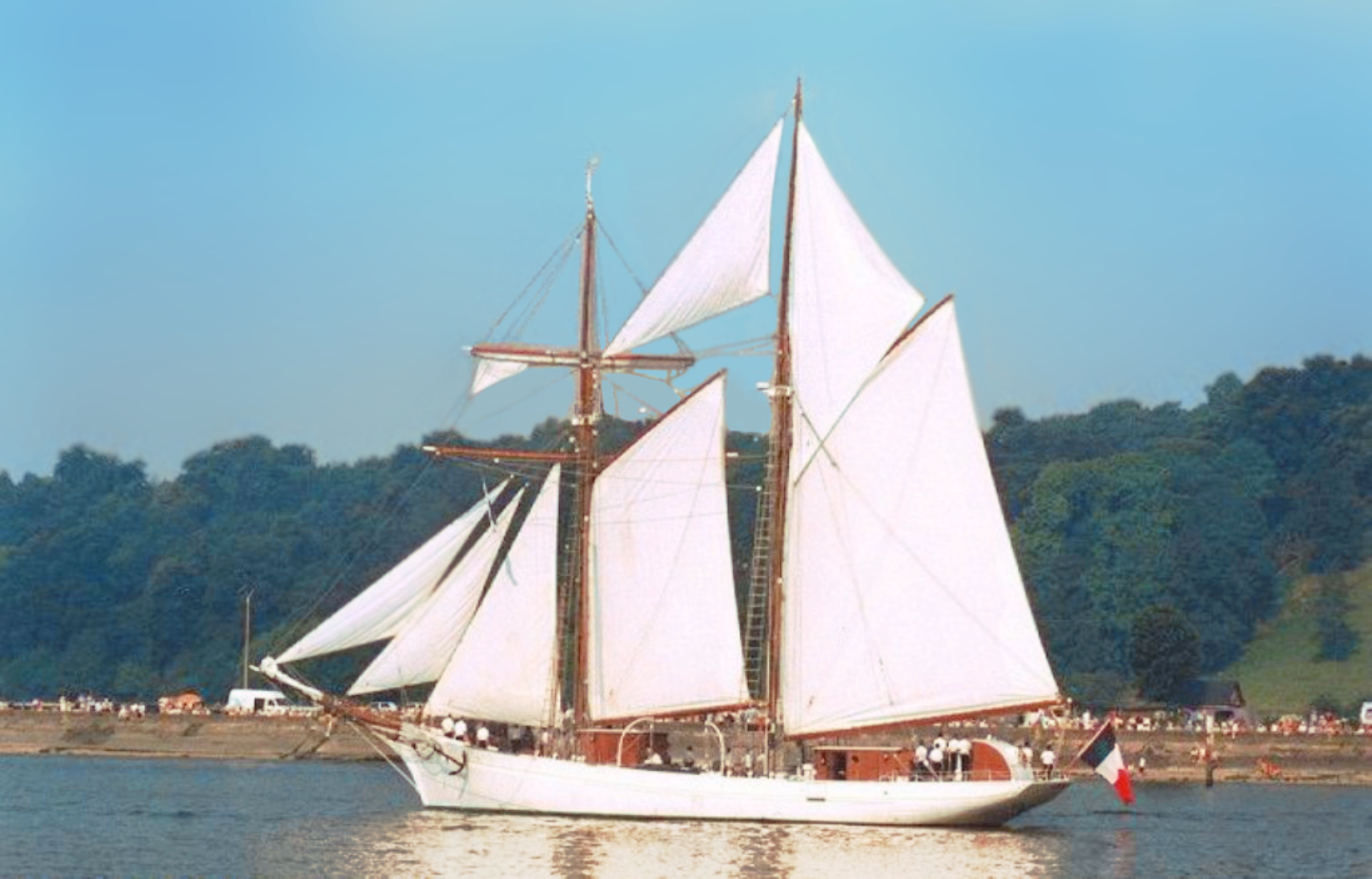
L'Étoile toutes voiles dehors.
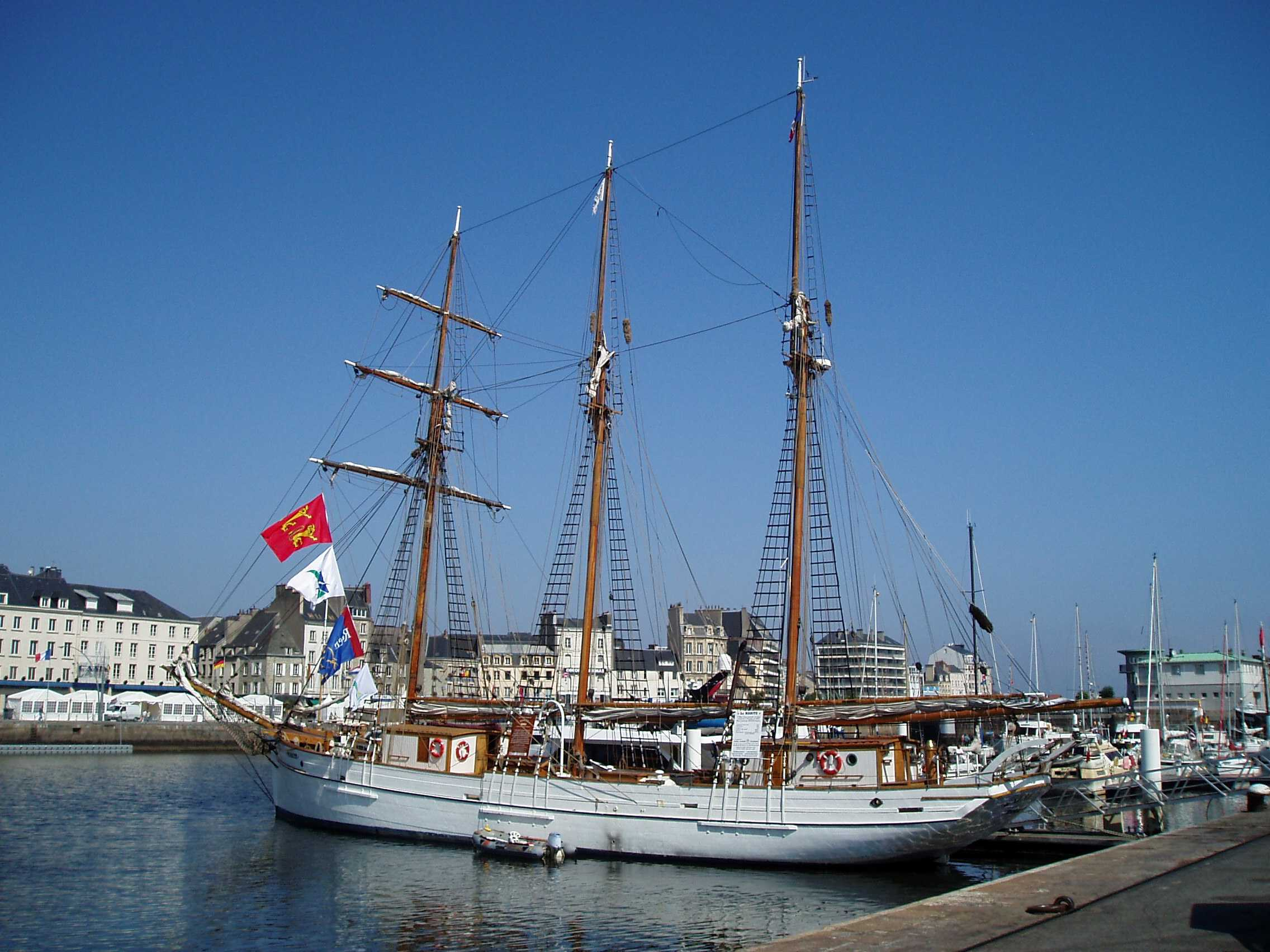
Le Marité aux couleurs de la Normandie.
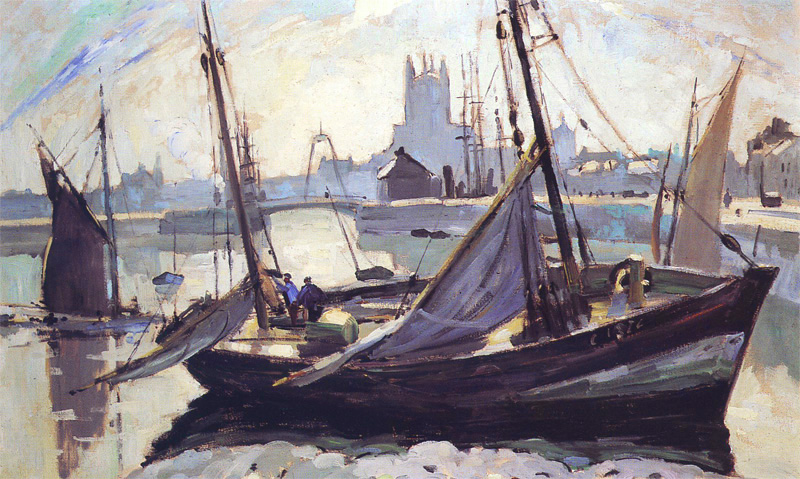
Robert Antoine Pinchon, Barques, Fécamp, 1930, huile sur toile, 98 × 63 cm.
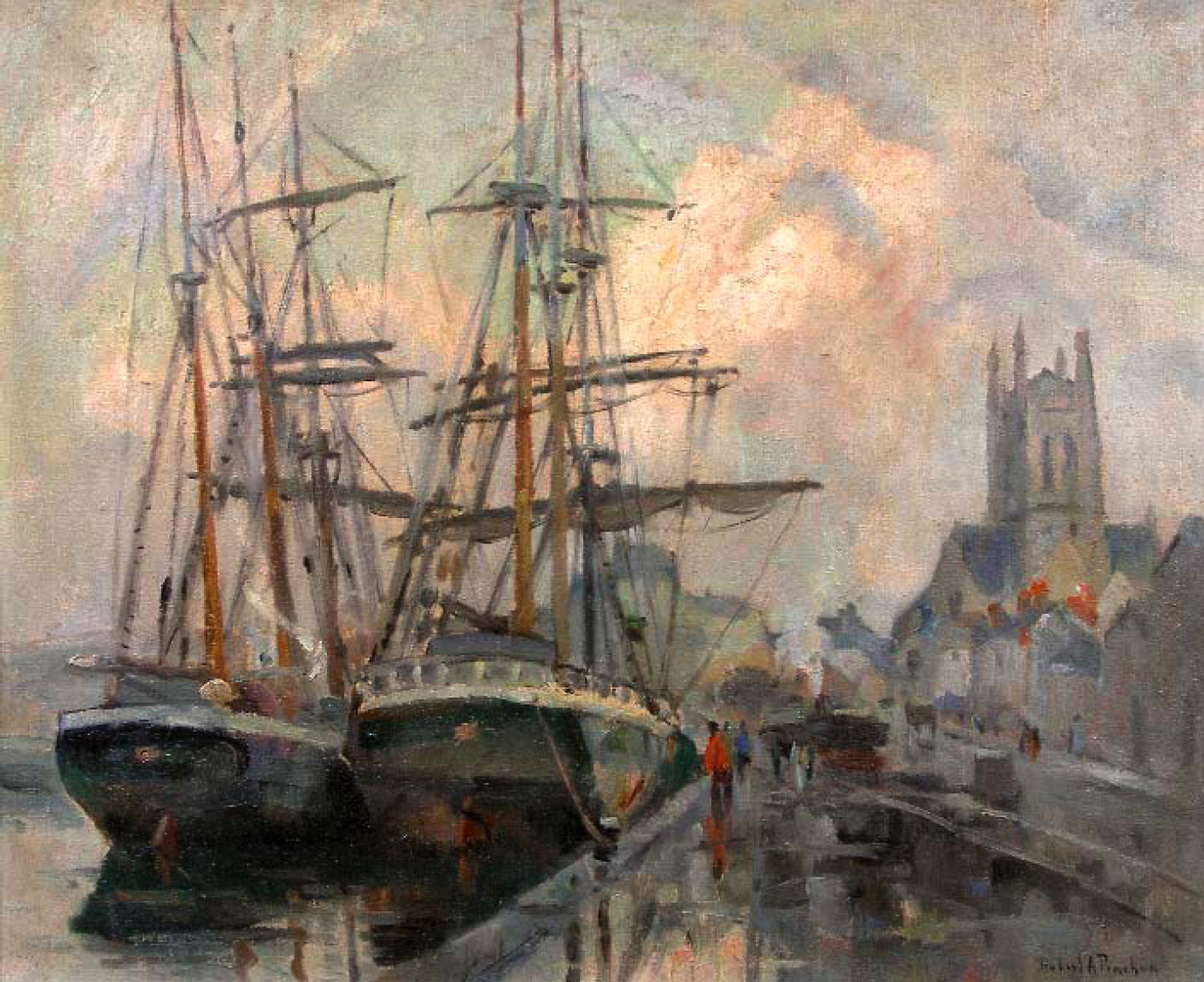
Robert Antoine Pinchon, Le port de Fécamp, huile sur toile, 60 × 73 cm.
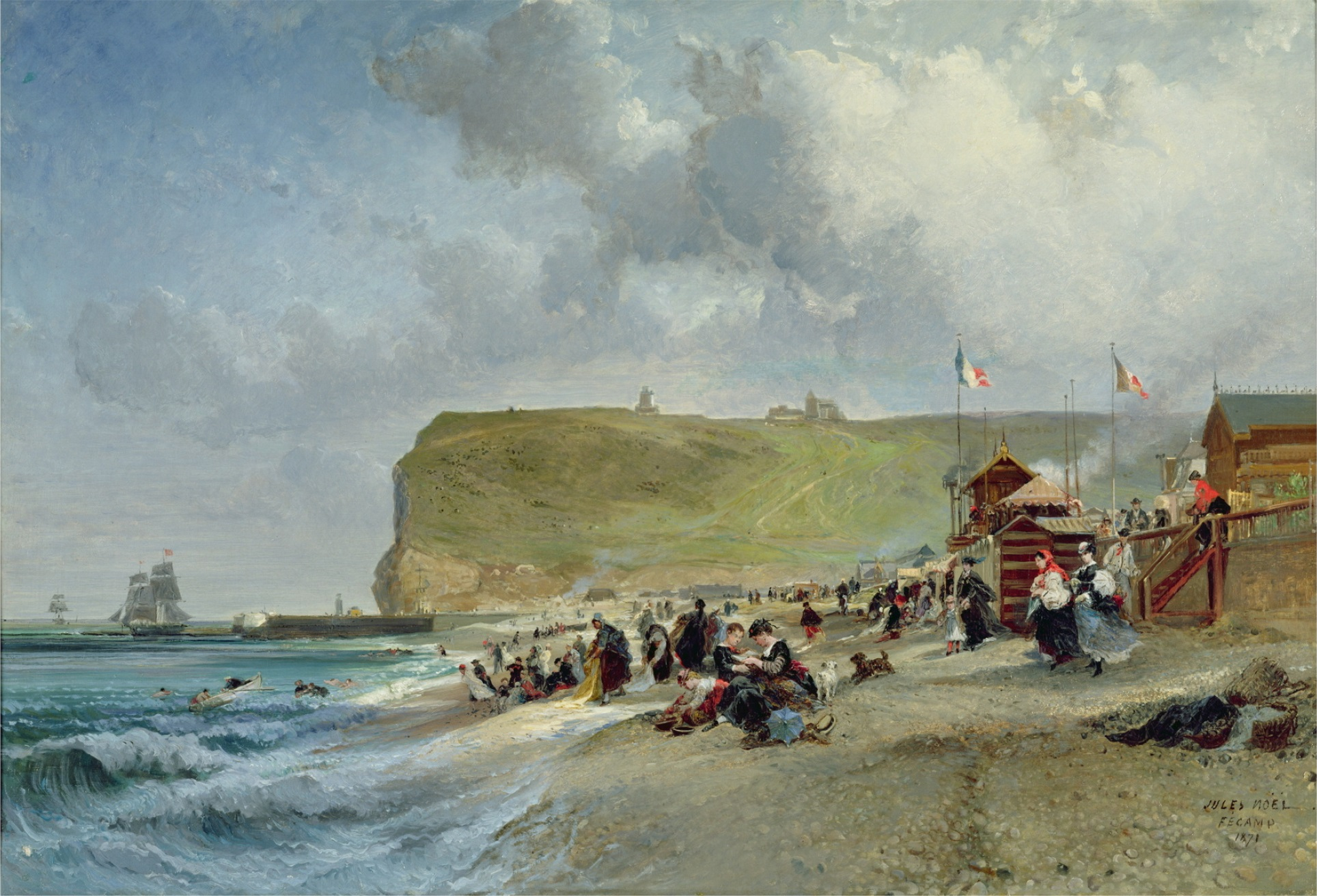
Jules Noël : Crinolines sur la plage, Fécamp (1871, musée des Pêcheries, Fécamp).
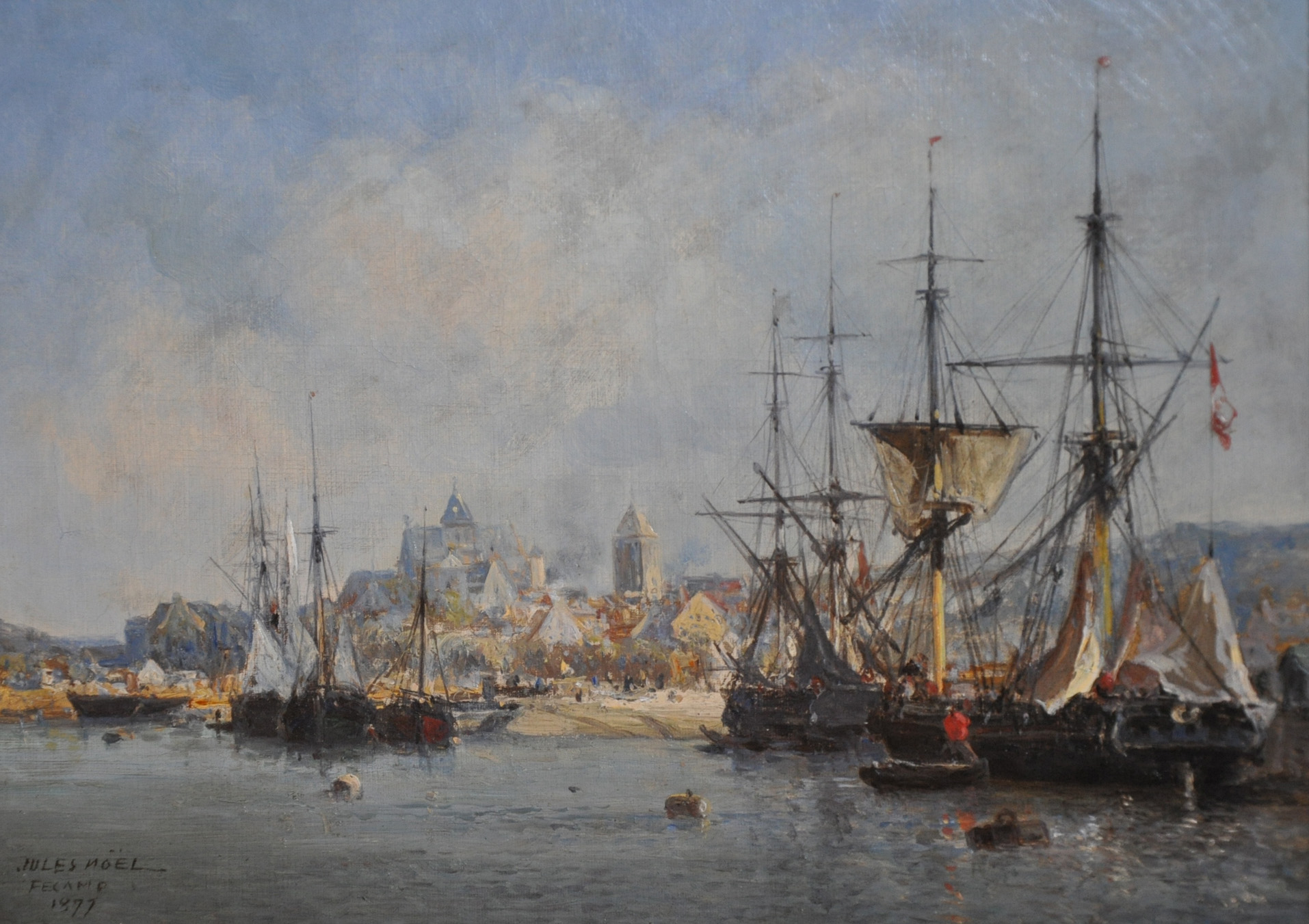
Jules Noël : Le port de Fécamp (huile sur toile, 1877, musée municipal Frédéric Blandin, Nevers).
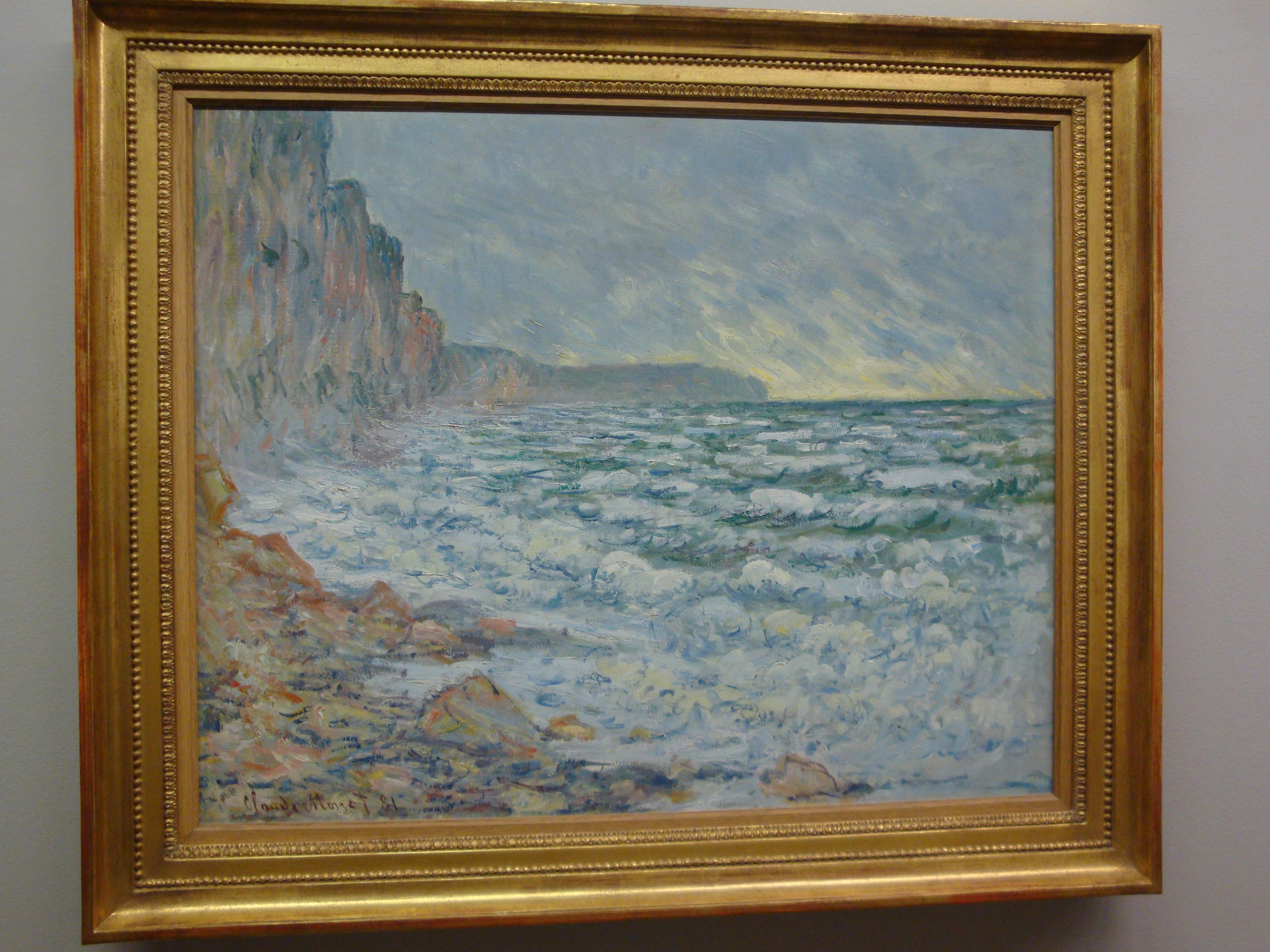
Fécamp, bord de mer - Claude Monet.

#### La liqueur bénédictine
La recette de la liqueur bénédictine est inventée par Alexandre-Prosper-Hubert Le Grand, qui fonde au XIXe siècle la Société Bénédictine. Son petit-fils Fernand Le Grand, tout en assurant la direction de la distillerie familiale, crée au milieu des années 1920 une station de radiodiffusion privée, Radio-Fécamp. Le succès grandissant de celle-ci l'amènera à prendre le nom de Radio-Normandie et à proposer des émissions de radio commerciale en anglais en concurrence avec la BBC jusqu'à la Seconde Guerre mondiale. Au milieu des années 1930, Radio-Normandie diffusera également les premières émissions de télévision expérimentale du jeune ingénieur Henri de France, qui deviendra célèbre après-guerre pour son invention des standards de télévision 819 lignes (ancêtre de la TV à haute définition), et SÉCAM de télévision en couleurs.

#### Seconde Guerre mondiale
Fécamp subit l'avancée destructrice de la 7e Panzerdivision de Rommel et se trouve encerclée dès le 10 juin 1940.
Sur les falaises du cap Fagnet, les forces allemandes débutent en 1942 la construction d'une batterie de radars (dont le modèle expérimental Mammut ne fut jamais opérationnel) dans le cadre du mur de l'Atlantique. On peut encore observer aujourd'hui l'important dispositif construit pour les radars, dont les bunkers. 
Les Allemands, dans le cadre du « mur de l'Atlantique », fortifient la ville, les villas du bord de mer et le casino sont dynamités.

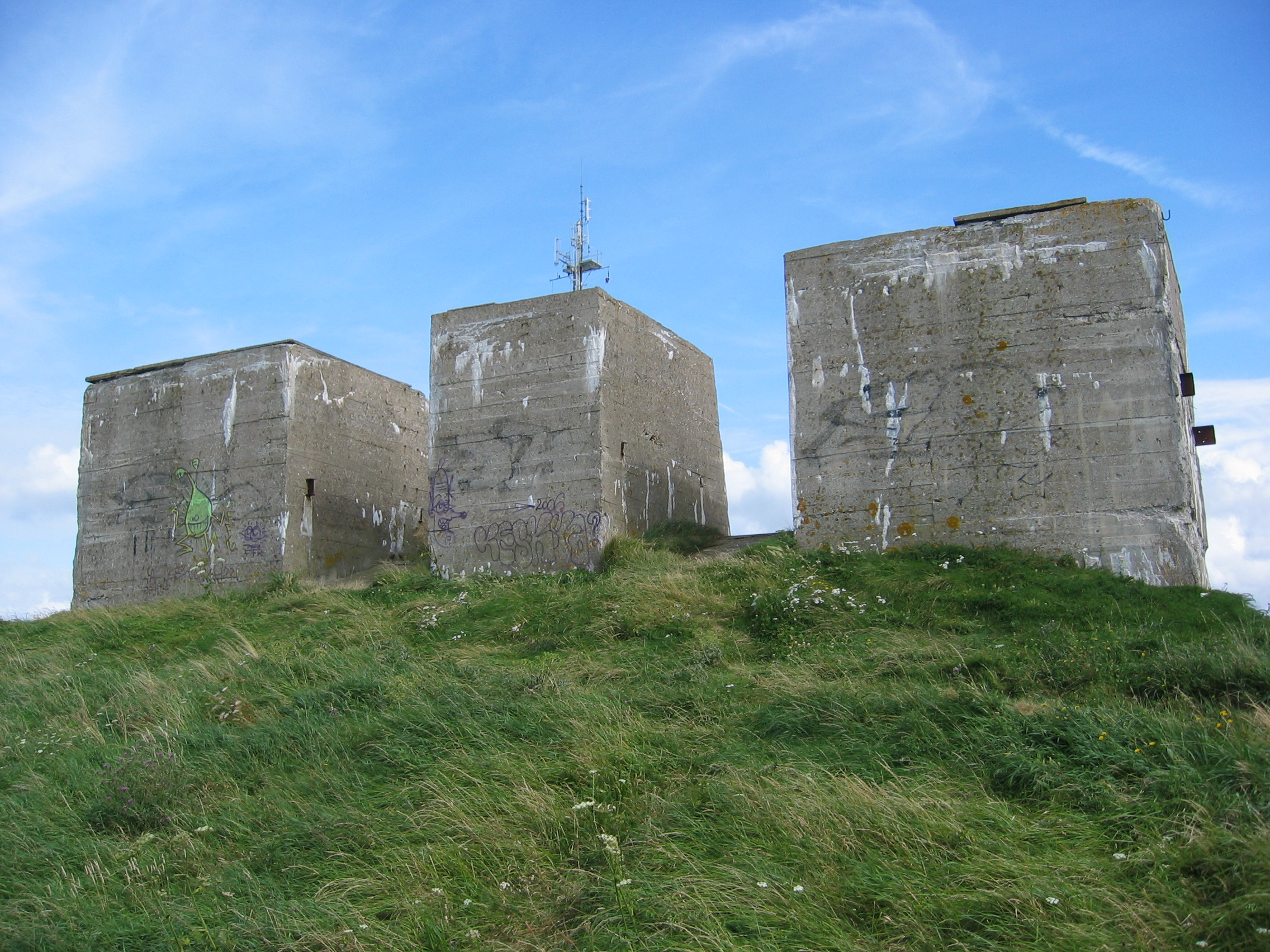
Les trois socles des treillages du Mammut.
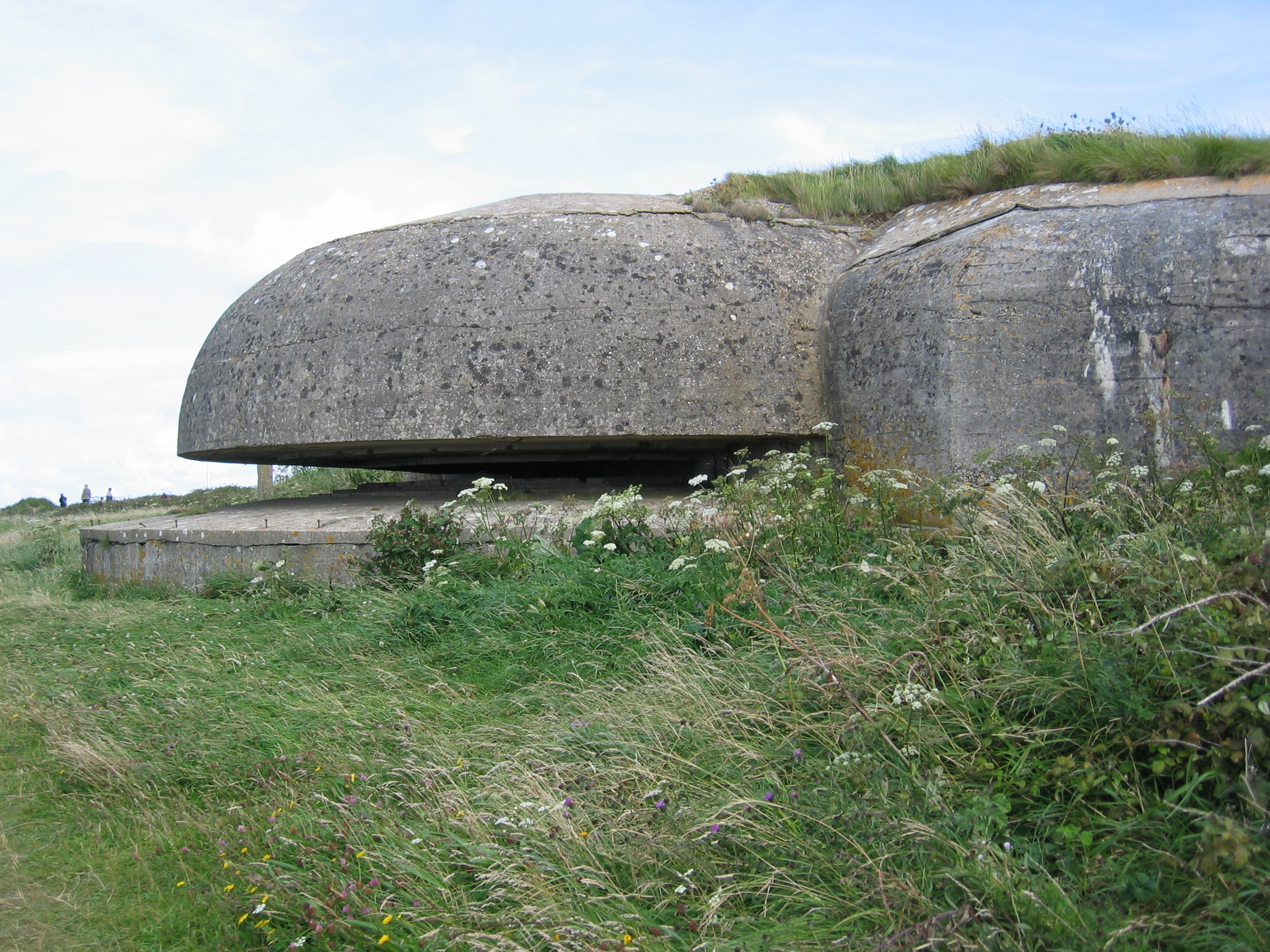
Le poste d'observation.

En juillet 1960, le général de Gaulle y prononce un discours dont on retient la célèbre citation : « Je salue Fécamp, port de mer qui entend le rester et le restera !».

## Politique et administration

### Rattachements administratifs et électoraux
Rattachements administratifs
La commune se trouve dans l'arrondissement du Havre du département de la Seine-Maritime.
Elle était depuis 1793 le chef-lieu du canton de Fécamp. Dans le cadre du redécoupage cantonal de 2014 en France, cette circonscription administrative territoriale a disparu, et le canton n'est plus qu'une circonscription électorale.
Rattachements électoraux
Pour les élections départementales, la commune est le bureau centralisateur depuis 2014 du nouveau canton de Fécamp.
Pour l'élection des députés, elle fait partie de la neuvième circonscription de la Seine-Maritime.

### Intercommunalité
La ville était le siège de la communauté d'agglomération de Fécamp Caux Littoral, un établissement public de coopération intercommunale (EPCI) à fiscalité propre créé fin 2000 sous le statut de communauté de communes, et qui regroupait 13 communes.
Dans le cadre des prescriptions de la loi portant nouvelle organisation territoriale de la République (Loi NOTRe) du 7 août 2015 qui prescrit, dans le cadre de l'approfondissement de la coopération intercommunale, que les intercommunalités à fiscalité propre doivent, sauf exceptions, regrouper au moins 15 000 habitants, cette intercommunalité a fusionné avec la communauté de communes du canton de Valmont, pour former, le 1er janvier 2017, la communauté d'agglomération dénommée Fécamp Caux Littoral Agglomération, dont la ville est demeurée le siège.

### Tendances politiques et résultats
Lors du second tour des élections municipales de 2014 dans la Seine-Maritime, la liste UMP-UDI obtient la majorité absolue des suffrages exprimés, avec 4 563 voix (52,81 %, 26 conseillers municipaux élus dont 14 communautaires), devançant largement les listes menées respectivement par, : 

- Estelle Grelier (PS-EELV, 3 422 voix, 39,61 %, 6 conseillers municipaux élus dont 4 communautaires) ;

- Geneviève Salvisberg (FN, 654 voix, 7,57 %, 1 conseiller municipal élu).

Lors de ce scrutin, 36,37 % des électeurs se sont abstenus.
Lors du second tour des élections municipales de 2020 dans la Seine-Maritime, la liste DVD menée par la maire sortante Marie-Agnès Poussier-Winsback a obtenu 2 905 voix (51,52% des suffrages exprimés, vingt-cinq conseillers municipaux élus, dont 21 communautaires), devançant de 171 voix la liste de gauche menée par Patrick Jeanne (maire de 1998 à 2014) qui a recueilli 2 734 voix (48,48 %, huit conseillers municipaux élus dont sept communautaires). L'ancien maire battu a annoncé se retirer de la vie politique après trente-et-un ans de mandat après cette élection,.
Lors de ce scrutin marqué par la pandémie de Covid-19 en France, 58,14% des électeurs se sont abstenus.

#### Récapitulatif de résultats électoraux récents
| Scrutin             | 1er tour | 1er tour | 1er tour | 1er tour | 1er tour | 1er tour | 1er tour | 1er tour | 1er tour | 1er tour  | 1er tour  | 1er tour  | 1er tour | 2d tour     | 2d tour     | 2d tour     | 2d tour     | 2d tour     | 2d tour     | 2d tour     | 2d tour     | 2d tour     | 2d tour     | 2d tour     | 2d tour     | 2d tour     |
| Scrutin             | 1er      | 1er      | %        | 2e       | 2e       | %        | 3e       | 3e       | %        | 4e        | 4e        | %         | Abs      | 1er         | 1er         | %           | 2e          | 2e          | %           | 3e          | 3e          | %           | 4e          | 4e          | %           | Abs         |
| ------------------- | -------- | -------- | -------- | -------- | -------- | -------- | -------- | -------- | -------- | --------- | --------- | --------- | -------- | ----------- | ----------- | ----------- | ----------- | ----------- | ----------- | ----------- | ----------- | ----------- | ----------- | ----------- | ----------- | ----------- |
| Présidentielle 2012 |          | PS       | 33,53    |          | UMP      | 22,52    |          | FN       | 19,01    |           | PG        | 12,66     | 24,59    |             | PS          | 60,34       |             | UMP         | 39,44       | Pas de 3e   | Pas de 3e   | Pas de 3e   | Pas de 4e   | Pas de 4e   | Pas de 4e   | 23,94       |
| Législatives 2012   |          | PS       | 50,97    |          | UMP      | 26,32    |          | FN       | 10,2     |           | FG        | 6,38      | 46,29    |             | PS          | 64,59       |             | UMP         | 35,41       | Pas de 3e   | Pas de 3e   | Pas de 3e   | Pas de 4e   | Pas de 4e   | Pas de 4e   | 45,40       |
| Municipales 2014    |          | UD       | 38,39    |          | UG       | 35,82    |          | DVG      | 14,36    |           | FN        | 11,44     | 40,84    |             | UMP         | 52,81       |             | UG          | 39,61       |             | FN          | 7,57        | Pas de 4e   | Pas de 4e   | Pas de 4e   | 36,37       |
| Européennes 2014    |          | FN       | 29,45    |          | UMP      | 19,77    |          | UG       | 13,01    |           | UC        | 8,11      | 57,33    | Tour unique | Tour unique | Tour unique | Tour unique | Tour unique | Tour unique | Tour unique | Tour unique | Tour unique | Tour unique | Tour unique | Tour unique | Tour unique |
| Régionales 2015     |          | UDI      | 33,14    |          | PS       | 32,32    |          | FN       | 24,06    |           | FG        | 7,49      | 57,29    |             | PS          | 38,20       |             | UDI         | 36,66       |             | FN          | 25,14       | Pas de 4e   | Pas de 4e   | Pas de 4e   | 47,81       |
| Présidentielle 2017 |          | FN       | 27,26    |          | LFI      | 22,46    |          | EM       | 19,99    |           | LR        | 15,14     | 25,34    |             | EM          | 56,71       |             | FN          | 43,29       | Pas de 3e   | Pas de 3e   | Pas de 3e   | Pas de 4e   | Pas de 4e   | Pas de 4e   | 28,03       |
| Législatives 2017   |          | EM       | 26,34    |          | PS       | 26,27    |          | FN       | 14,21    |           | UDI       | 12,11     | 54,05    |             | EM          | 66,43       |             | FN          | 33,57       | Pas de 3e   | Pas de 3e   | Pas de 3e   | Pas de 4e   | Pas de 4e   | Pas de 4e   | 60,89       |
| Européennes 2019    |          | RN       | 32,14    |          | LREM     | 17,97    |          | EELV     | 12,56    |           | LFI       | 7,65      | 51,01    | Tour unique | Tour unique | Tour unique | Tour unique | Tour unique | Tour unique | Tour unique | Tour unique | Tour unique | Tour unique | Tour unique | Tour unique | Tour unique |
| Municipales 2020    |          | DVD      | 49,67    |          | UG       | 44,01    |          | DVG      | 6,31     | Pas de 4e | Pas de 4e | Pas de 4e | 59,63    |             | DVD         | 51,51       |             | UG          | 48,48       | Pas de 3e   | Pas de 3e   | Pas de 3e   | Pas de 4e   | Pas de 4e   | Pas de 4e   | 58,14       |
| Régionales 2021     |          | UCD      | 32,36    |          | UGE      | 18,74    |          | RN       | 18,33    |           | UG        | 15,29     | 73,62    |             | UCD         | 40,11       |             | UGE         | 32,37       |             | RN          | 18,17       |             | UC          | 9,35        | 72,42       |
| Présidentielle 2022 |          | RN       | 30,90    |          | LREM     | 27,11    |          | LFI      | 20,37    |           | REC       | 4,40      | 32,69    |             | LREM        | 50,22       |             | RN          | 49,78       | Pas de 3e   | Pas de 3e   | Pas de 3e   | Pas de 4e   | Pas de 4e   | Pas de 4e   | 32,05       |
| Législatives 2022   |          | ENS      | 30,61    |          | NUPES    | 23,98    |          | RN       | 23,15    |           | LR        | 4,18      | 56,31    |             | ENS         | 54,23       |             | RN          | 45,77       | Pas de 3e   | Pas de 3e   | Pas de 3e   | Pas de 4e   | Pas de 4e   | Pas de 4e   | 58,24       |

### Liste des maires
| Période       | Période                      | Identité                      | Étiquette              | Qualité |
| ------------- | ---------------------------- | ----------------------------- | ---------------------- | --- |
| 1929          | mars 1959                    | Gustave Couturier             | RG                     | |
| mars 1959     | 1960                         | Jacques Winsback              |                        | |
| 1960          | mars 1965                    | Maurice Sadorge               | DVD                    | Conseiller général de Fécamp (1961 → 1967) |
| mars 1965     | mars 1977                    | Richard Pranzo                | MRG puis DVG           | Médecin Conseiller général de Fécamp (1961 puis 1967 → 1979) |
| mars 1977     | mars 1989                    | Jean-Pierre Deneuve           | UDF-CDS                | Préfet honoraire Conseiller général de Fécamp (1979 → 1998) |
| mars 1989     | juin 1995                    | Frédérique Bredin             | PS                     | Inspectrice des finances Députée de la Seine-Maritime (9e circ.) (1988 → 1991) Députée européenne Ministre de la Jeunesse et des Sports (1991 → 1993) Démissionnaire |
| juin 1995     | novembre 1998                | Jean-Claude Michel            | PS                     | Conseiller général de Fécamp (1998 → 2004) |
| novembre 1998 | avril 2014                   | Patrick Jeanne                | PS                     | Instituteur spécialisé retraité Député de la Seine-Maritime (9e circ.) (2000 → 2002) Conseiller général de Fécamp (2004 → 2015) Vice-président du conseil général de la Seine-Maritime (2004 → 2015) |
| avril 2014,   | juillet 2022                 | Marie-Agnès Poussier-Winsback | UMP → LR puis Horizons | Professeur d'économie Députée de la Seine-Maritime (9e circ.) (2022 → ) Conseillère régionale de Normandie (2015 → ) Vice-présidente du conseil régional de Normandie (2016 → 2022) Présidente de la CA de Fécamp Caux Littoral (2014 → 2016) Présidente de la CA Fécamp Caux Littoral Agglomération (2017 → 2022) Députée de la Seine-Maritime (9e circ.) (2022 → ) Démissionnaire après son élection comme députée |
| juillet 2022  | En cours (au 7 janvier 2025) | David Roussel                 | LR                     | Fonctionnaire au ministère des Finances Vice-président de la CA Fécamp Caux Littoral Agglomération (2020 → ) (2022 → ) |

### Jumelages
- Rheinfelden (Baden) (Allemagne)
- Mouscron (Belgique)
- Vale of Glamorgan (Pays de Galles)
- Putnok (Hongrie)
- Otchakiv (Ukraine)

## Équipements et services publics

### Enseignement
Fécamp comporte quatre lycées :
- le lycée professionnel maritime Anita-Conti ;
- le lycée La Providence, lycée privé situé en centre-ville ;
- le lycée professionnel Descartes, sis dans le complexe scolaire situé plateau Saint-Jacques ;
- le lycée Guy-de-Maupassant, sis dans le complexe scolaire du plateau Saint-Jacques.

Les lycées Descartes et Guy-de-Maupassant sont réunis sur le même site permettant une certaine mixité des origines, des milieux sociaux et des études.
Il y a également quatre collèges :
- le collège Paul-Bert ;
- le collège privé La Providence ;
- le collège Jules-Ferry ;
- le collège Georges-Cuvier.

## Population et société

### Démographie
L'évolution du nombre d'habitants est connue à travers les recensements de la population effectués dans la commune depuis 1793. Pour les communes de plus de 10 000 habitants les recensements ont lieu chaque année à la suite d'une enquête par sondage auprès d'un échantillon d'adresses représentant 8 % de leurs logements, contrairement aux autres communes qui ont un recensement réel tous les cinq ans,.

En 2022, la commune comptait 17 961 habitants, en évolution de −4,97 % par rapport à 2016 (Seine-Maritime : +0,35 %, France hors Mayotte : +2,11 %).
| 1793  | 1800  | 1806  | 1821  | 1831  | 1836  | 1841  | 1846   | 1851   |
| ----- | ----- | ----- | ----- | ----- | ----- | ----- | ------ | ------ |
| 6 570 | 7 000 | 7 937 | 7 846 | 9 123 | 9 452 | 9 418 | 10 088 | 11 401 |

| 1856   | 1861   | 1866   | 1872   | 1876   | 1881   | 1886   | 1891   | 1896   |
| ------ | ------ | ------ | ------ | ------ | ------ | ------ | ------ | ------ |
| 11 597 | 12 110 | 12 832 | 12 899 | 12 684 | 12 299 | 13 247 | 13 577 | 14 656 |

| 1901   | 1906   | 1911   | 1921   | 1926   | 1931   | 1936   | 1946   | 1954   |
| ------ | ------ | ------ | ------ | ------ | ------ | ------ | ------ | ------ |
| 15 381 | 16 737 | 17 383 | 17 165 | 17 184 | 17 263 | 17 708 | 16 876 | 18 201 |

| 1962   | 1968   | 1975   | 1982   | 1990   | 1999   | 2006   | 2011   | 2016   |
| ------ | ------ | ------ | ------ | ------ | ------ | ------ | ------ | ------ |
| 19 491 | 21 406 | 21 910 | 21 436 | 20 808 | 21 027 | 19 424 | 19 264 | 18 900 |

| 2021   | 2022   | - | - | - | - | - | - | - |
| ------ | ------ | - | - | - | - | - | - | - |
| 18 016 | 17 961 | - | - | - | - | - | - | - |

### Sports et loisirs
La ville de Fécamp compte un club de football américain, les Boucaniers[réf. nécessaire]

## Économie

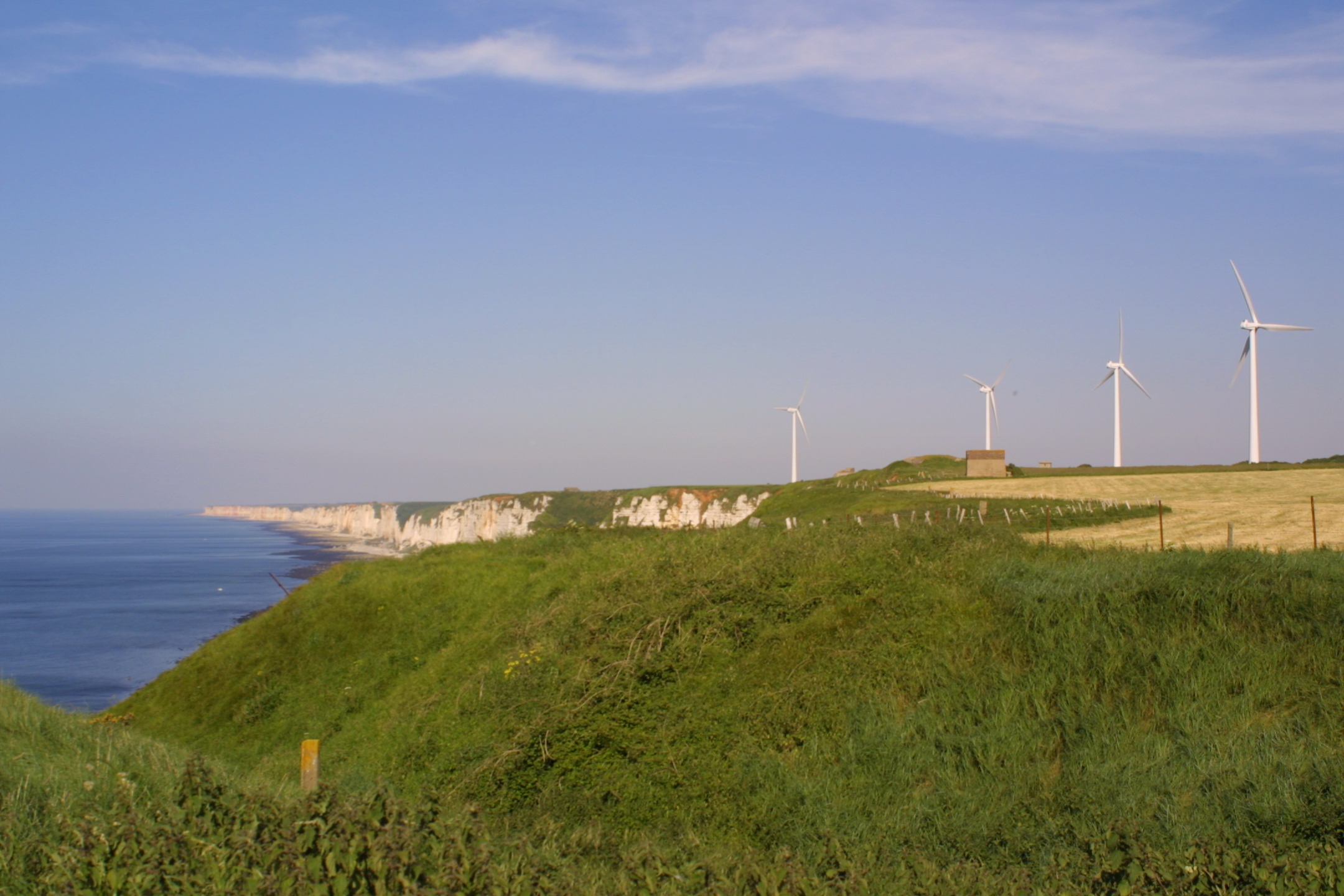
Parc éolien de Fécamp.

La ville de Fécamp est tournée vers les activités maritimes. Fécamp est également producteur d'électricité grâce à son parc éolien.

### Le parc éolien offshore
En mars 2018, le Conseil d’État a rejeté le recours contre le projet de parc éolien en mer qui doit être implanté au large de Fécamp. Porté par le consortium mené par EDF-Énergies nouvelles (EDF-EN), le projet avait dans un premier temps été validé par un arrêté préfectoral du 5 avril 2016 avant d’être porté devant les tribunaux.
Le pourvoi en cassation formé entre autres par l’Association de protection du site des Petites-Dalles, l’association Robin des Bois et la Société pour la protection des paysages et de l'esthétique de la France, s’opposait à la validation du projet industriel par la cour administrative d’appel de Nantes en juin 2017.
La construction du parc éolien offshore, premier du genre en France, peut être résumée en trois dates : juin 2020 : commencement des travaux ; 28 juin 2022 : inauguration de la base de maintenance ; 19 mars 2025 : ouverture du parc au grand public. La zone d'implentation est située à une distance de 13 à 22 kilomètres du rivage. Formé de 71 éoliennes hautes de 175 mètres, il fournit    l’énergie à 770 000 personnes, soit 60 % de la population de la Seine-Maritime

## Culture locale et patrimoine
La ville de Fécamp, qui s'est vu décerner le label « Villes et pays d'art et d'histoire », est construite autour de son port, entre deux falaises, mais également sur un vaste réseau de cavités souterraines ancestrales qui furent des carrières de pierre à bâtir mais également des lieux de vie et de protection pendant les guerres de Religion et les guerres suivantes.

### Lieux et monuments
- Portions de l'oppidum Camp du Canada, classé au titre des monuments historiques par décret du 25 avril 1983[27].
- Abbaye de la Trinité de Fécamp, monument historique.
- Ruines du château ducal, monument historique.
- Église Saint-Étienne, monument historique.
- Musée des Pêcheries : situé sur le port et inauguré le 8 décembre 2017, le musée des Pêcheries présente des collections d'art et d'histoire, des collections ethnographiques liées à la pêche et aux marins, et à la collection de l'enfance du docteur Dufour et sa fondation de « La Goutte de lait » dans une ancienne usine réhabilitée sur le port. Les collections du musée des Terre-Neuvas et de la pêche liées au musée du passé maritime de Fécamp, inauguré en 1988 et fermé le 31 décembre 2012, y sont intégrées. Y est présentée la grande aventure des morutiers qui partaient pendant de longs mois vers les eaux glaciales de Terre-Neuve (embarcations, maquettes, outillage), la construction et la réparation navale, peinture de marine, expositions.
- Maison du patrimoine : demeure du XVIe siècle, dite « Maison à la fleur de lys » puis « Hôtel du Grand cerf ». Elle abrite depuis 2005 les archives municipales.
- Villa Émilie début XXe siècle, style Art nouveau.
- Musée du palais Bénédictine ouvert en 1888 par Alexandre-Prosper-Hubert Le Grand son fondateur dans un bâtiment caractéristique de l'historicisme, tendance éclectique, mélangeant les styles et les époques : néogothique, néo-Renaissance et art nouveau. Il abrite un musée consacré à la liqueur normande et des expositions temporaires d'art (stabiles d'Alexander Calder en 2001).
- Hôtel de ville, installé dans les anciens bâtiments mauristes[74].
- Chapelle du Précieux-Sang, rue du même nom.
- Monuments aux morts place Charles-de-Gaulle (anciennement place Thiers).
- Chapelle Notre-Dame du Salut ou aussi Notre-Dame-des-Marins, chapelle située en haut de la falaise amont, dédiée aux marins disparus en mer. La chapelle est vénérée par les familles des marins et comporte de nombreux ex-voto et maquettes de bateaux.
- Statues L'Heure du bain de Dominique Denry.

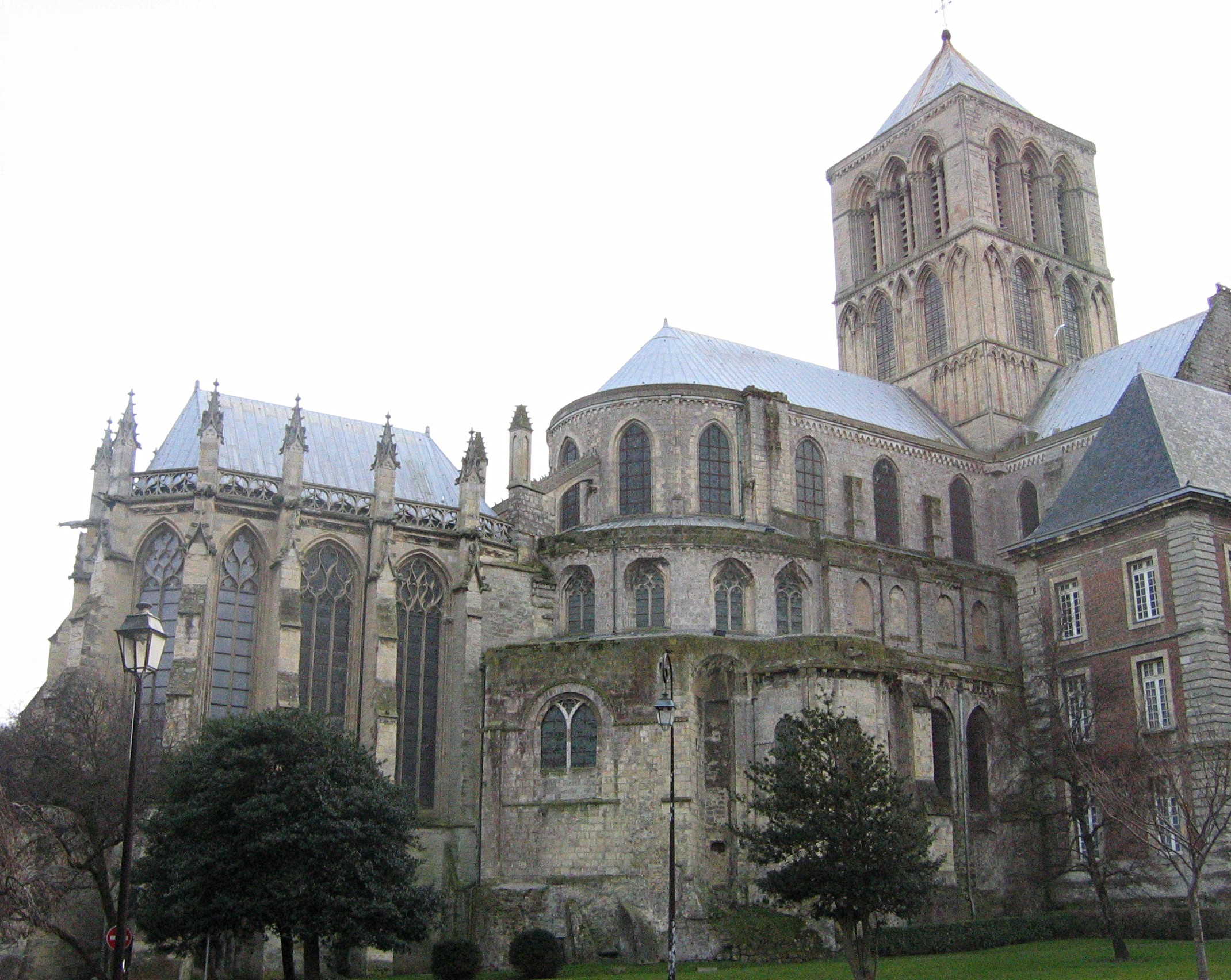
Chevet et tour-lanterne de l'église abbatiale.
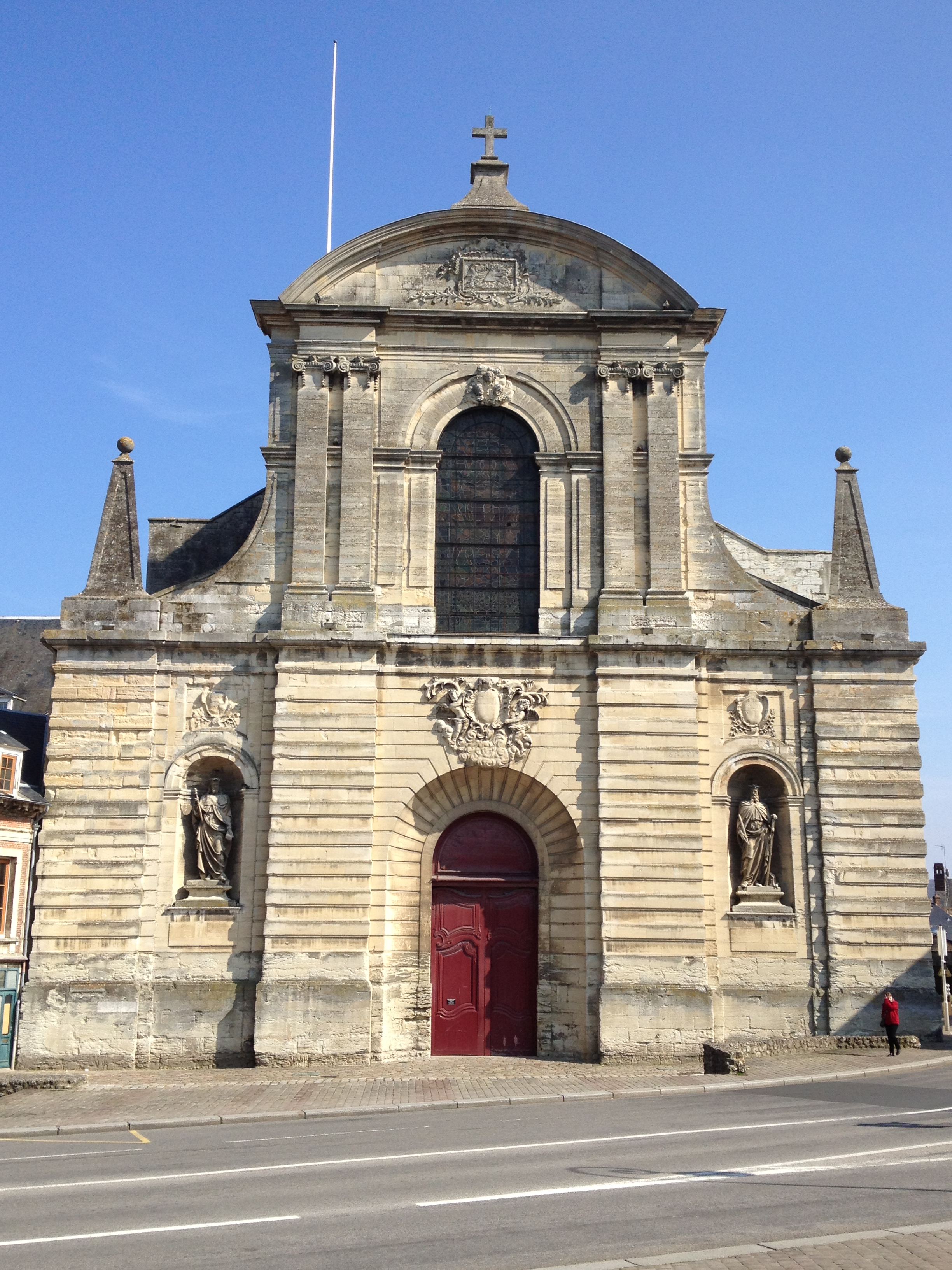
Façade de l'église abbatiale.
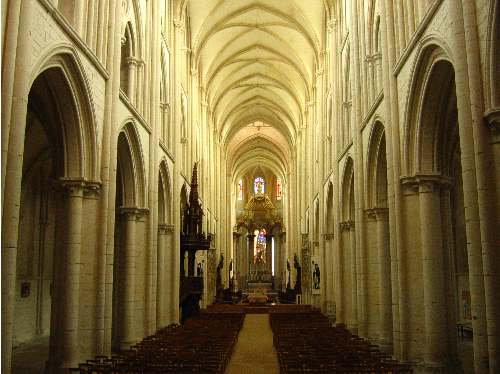
Intérieur, élévation de la nef de l'abbatiale.
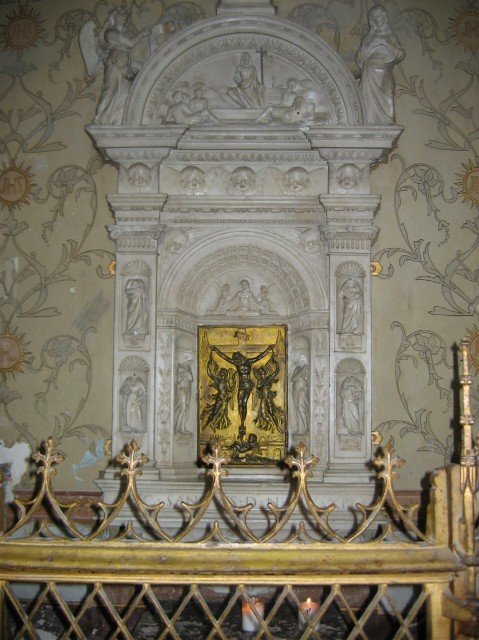
Reliquaire Renaissance du Précieux Sang.
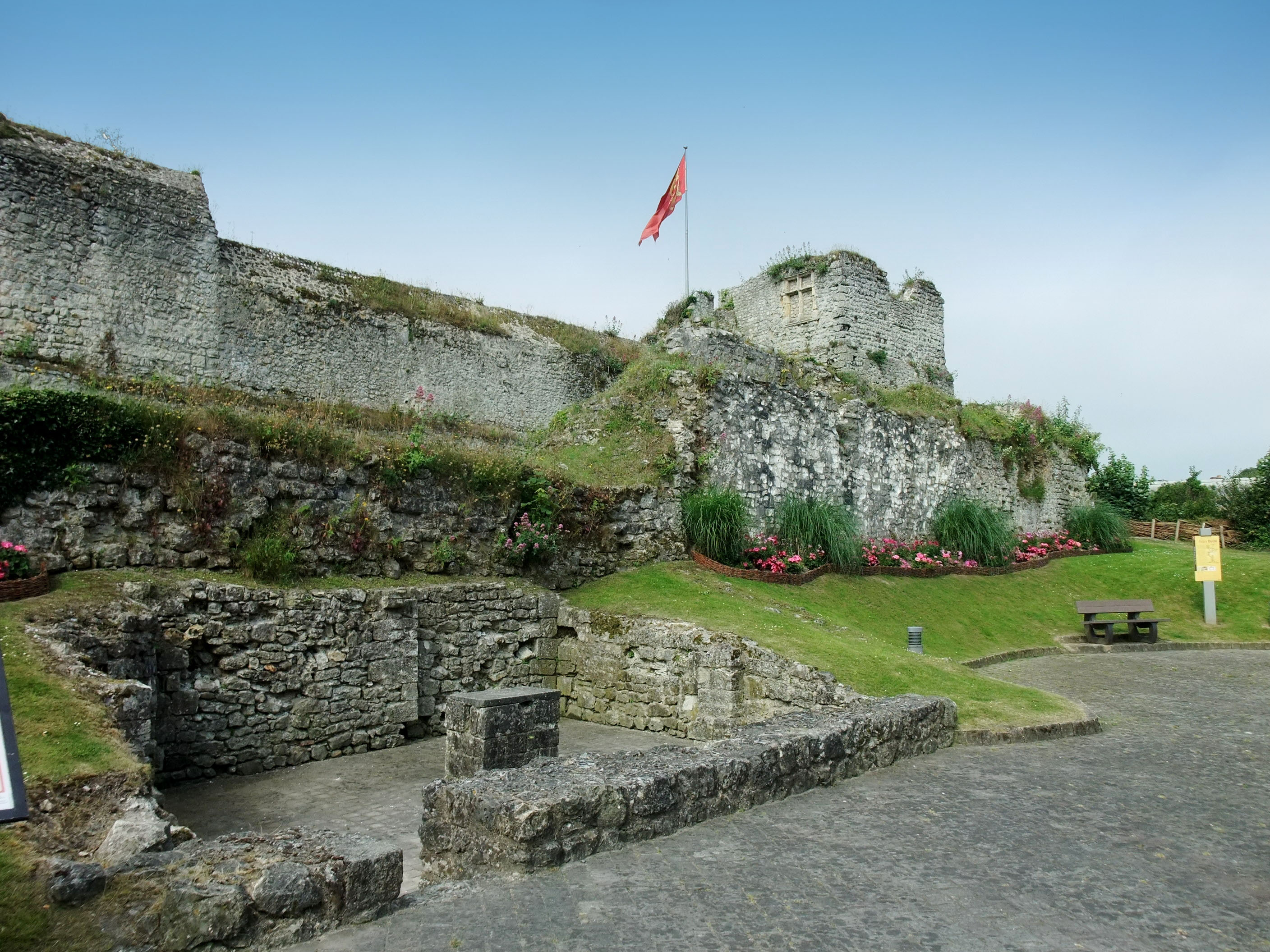
Ruines du château ducal.
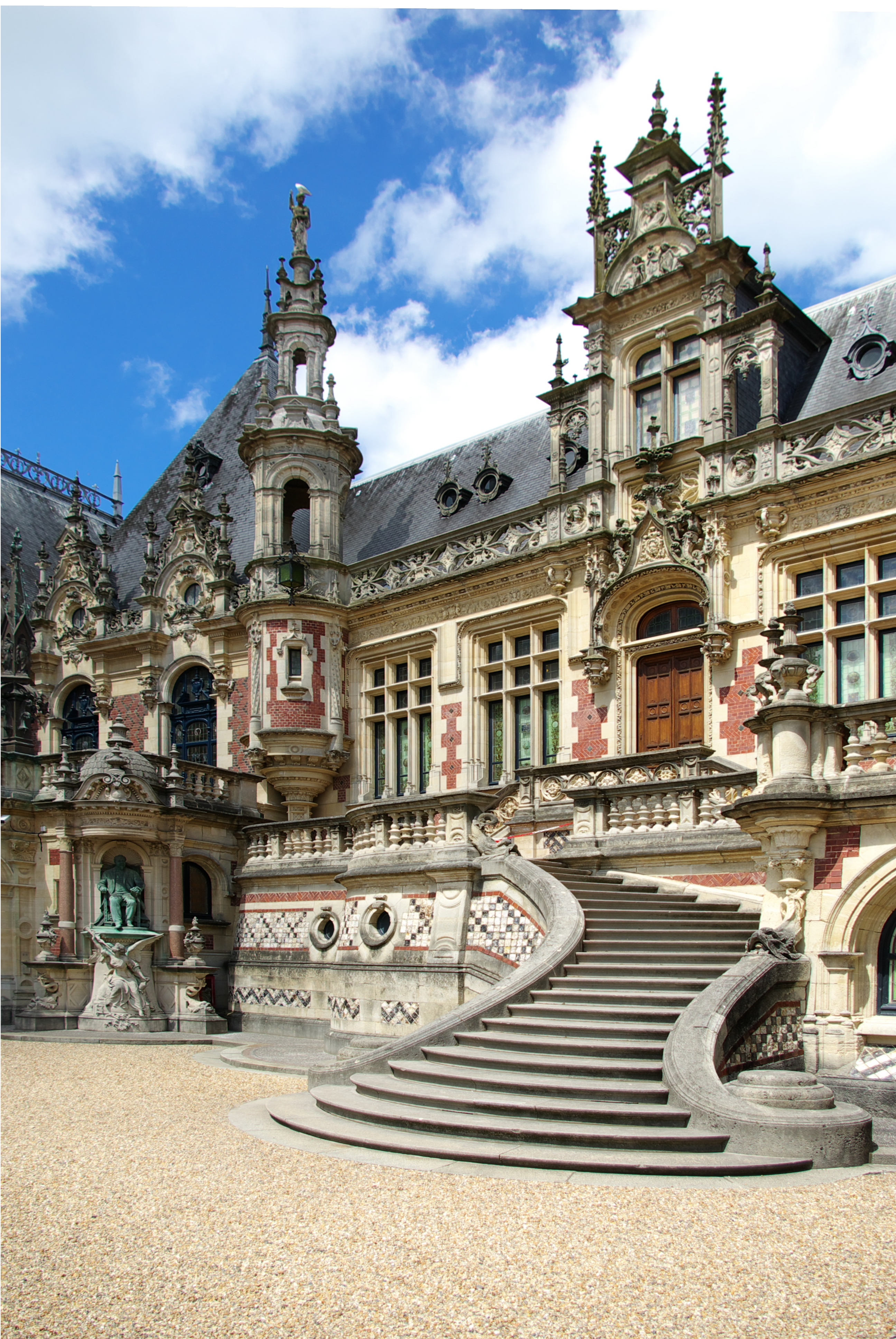
Palais Bénédictine.

### Patrimoine naturel
Site classé
- Ensemble constitué par la chapelle Notre-Dame-du-Salut et ses abords avec le mur d'enceinte, les vestiges, fossés et retranchements du fort de Bourg-Baudoin  Site classé (1928).

### Personnalités liées à la commune

#### Nées à Fécamp
- Richard Ier de Normandie (933-996).
- Louis-Thomas Dufour (1613-1647), philologue.
- Louis-Armand Chardin (1755-1793), compositeur.
- Alexandre Le Grand (1830-1898), négociant en vins et industriel.
- Victor Hamel (1832-1895), dessinateur et graveur aquafortiste.
- Alexandre Bertin (1853-1934), peintre naturaliste.
- Paul Alexandre Martin Duval dit Jean Lorrain (1855-1906), écrivain, y est né et enterré.
- René Legros (1872-1954), inventeur.
- Henry E. Burel (1883-1967), peintre de paysages et de marines, poète et illustrateur.
- Bella Pochez (1888-1943), résistante.
- Henri Stehlé (1909-1983), agronome et botaniste, fondateur du Centre de Recherches INRA Antilles-Guyane en 1949.
- Jean Accart (1912-1992), général, l'un des As de la Seconde Guerre mondiale.
- Roland Terrier (1917-1976), compagnon de la Libération[75].
- Émile Jean Jules, dit Jef Friboulet (1919-2003), peintre et sculpteur.
- Jacques Mazoyhie (1924-1962), armateur.
- Jean Recher (1924-2005), capitaine de pêche, auteur du Grand Métier.
- Pierre Carron (1932-2022), peintre et sculpteur.
- Louis Levacher (1934-1983), peintre et sculpteur.
- Étienne Chicot (1949-2018), acteur, compositeur et scénariste.
- Philippe Porée-Kurrer (1954-), romancier.
- Ida Daussy (1969-), présentatrice, professeur de langue et de la culture française en Corée du Sud.
- David Belle (1973-), cascadeur et acteur.
- Ludovic Cantais (1969-), réalisateur et photographe.
- Justine Triet (1978-), réalisatrice.

#### Morts à Fécamp
- Guillaume de Volpiano (962-1031), religieux et réformateur liturgique piémontais.
- Léon Dufour (1856-1928), médecin pédiatre.
- David Servan-Schreiber (1961-2011), médecin et écrivain

#### Autres
- Rémi de Fécamp (?-1092), moine bénédictin anglo-normand.
- Wace (XIIe siècle), écrivain, a séjourné à Fécamp.
- Pierre de Fécamp (?-1246), moine chroniqueur.
- Eugène Delacroix (1798-1863), peintre, y séjourna pour y composer de nombreux dessins et aquarelles des falaises.
- Paul Vasselin (1812-1869), écrivain, journaliste, dessinateur, politicien. Il a habité à Fécamp.

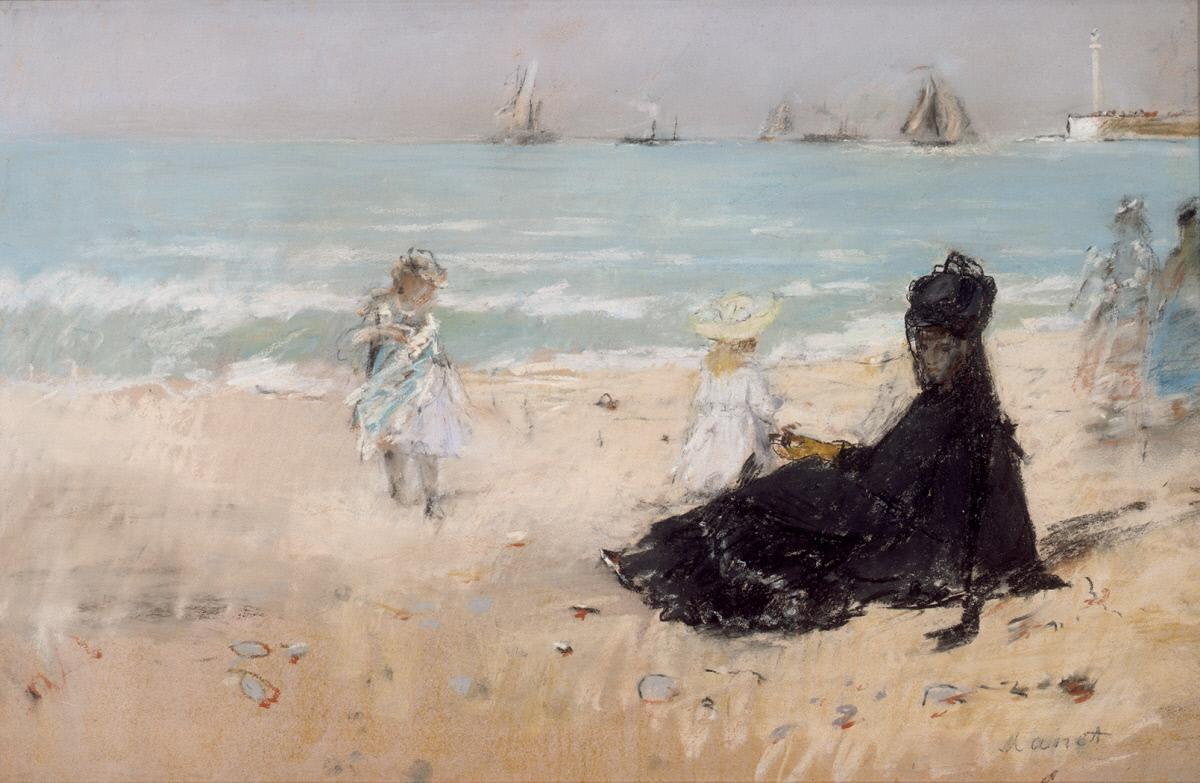
Sur la Plage de Fécamp
Berthe Morisot, 1874
Santa Barbara Museum of Art.

- Gustave Lambert (1824-1871), hydrographe et explorateur, qui a vécu à Fécamp.
- Eugène Boudin (1824-1898), peintre, il y séjourna de 1874 à 1894, pour y peindre une cinquantaine de toiles.
- Berthe Morisot (1841-1895), peintre, y passa des vacances en 1874.
- Claude Monet (1840-1926), peintre, y séjourna plusieurs fois entre 1868 et 1881 pour y réaliser une vingtaine de toiles.
- Paul Signac (1863-1935), peintre, y réalisa en 1886 de nombreuses toiles des falaises dans un style pointilliste.
- Guy de Maupassant (1850-1893), écrivain et journaliste littéraire. Il a habité à Fécamp sur le quai qui porte son nom aujourd'hui au bord de l'embouchure de la Valmont..
- Raoul Dufy (1877-1953) y peignit en 1904 les régates de Fécamp.
- Anita Conti (1899-1997), océanographe et photographe.
- Valentin Feldman (1909-1942), philosophe. Il enseigne à Fécamp en 1937-1939.
- Jean Gaumy (1948-), photographe et réalisateur. Il vit à Fécamp depuis 1995.
- Stéphane Montefiore (1971-), peintre. Il vit à Fécamp.
- William Anthony Parker II dit Tony Parker (1982-), basketteur. Il a signé sa première licence à Fécamp en 1992-1993.
- Claude Santelli (1923-2001), réalisateur.
- Catel Muller (1964-), dessinatrice, illustratrice.
- Blutch (1967-), dessinateur.
- Bastien Vivès (1984-), dessinateur.
- Vincent Poymiro, scénariste.
- Jacques Cœur (1398-1456), argentier et négociant français y a vécu de nombreuses années.

### Patrimoine culturel

#### Dans la littérature
- L'Or des princes, roman de Laurent Mantese (Malpertuis, 2015), a pour cadre Fécamp. Plusieurs lieux et monuments sont explicitement décrits, notamment le Palais de la Bénédictine, le parc éolien, la chapelle Notre-Dame-du-Salut, le monument aux morts de la place Charles-de-Gaulle, et les rues attenantes au port.
- La Maison Tellier, nouvelle de Guy de Maupassant, a pour cadre Fécamp. L'église Saint-Étienne y est citée. (1881, éd. Victor Havard).
- Divers romans de Simenon se passent à Fécamp au moins en partie (L'homme à la cigarette et Au Rendez-vous des terre-neuvas)[77]. Il a notamment situé un de ses Maigret à Fécamp, où il a fait armer son cotre l’Ostrogoth.
- Sébastien et la Mary-Morgane de Cécile Aubry (éd. Le livre de Paris, 1974).
- Un hiver à Fécamp, de Gabrielle Coffano[78] (éd. des Falaises, 2015).
- La Dame de Fécamp, de Christelle Angano[79] (éd. La Lieutenance, 2013)
- Fécamp de Virginie Sampic (éd. des Falaises - 2008) (ISBN 978-2-35038-052-0).
- Pendant ce temps à Fécamp, bande dessinée (éd. Aire Libre - 2020) de Catel Muller, Blutch, Bastien Vivès (ISBN 9791034753581).
- Fécamp, humeurs picturales, de Bruno Delarue (éd. Terre en vue, 2020) (ISBN 978-2-491-81501-1).

#### Au cinéma
De nombreux films ont été tournés en partie à Fécamp :
- 1970, Sébastien et la Mary-Morgane, série télévisée ;
- 1981, Les hommes préfèrent les grosses de Jean-Marie Poiré ;
- 1984, La Boucane de Jean Gaumy, documentaire sur les filetières de la Saurisserie moderne de Fécamp ;
- 1986, Devil Story de Bernard Launois ;
- 2001, And Now... Ladies and Gentlemen de Claude Lelouch ;
- 2002, Ni pour ni contre (bien au contraire) de Cédric Klapisch ;
- 2005, 13 Tzameti de Gela Babluani ;
- 2008, À l'est de moi de Bojena Horackova ;
- 2008, Disco de Fabien Onteniente ;
- 2014, Week-ends de Anne Villacèque ;
- 2014, On voulait tout casser de Philippe Guillard ;
- 2019, Le Bel Été de Pierre Creton ;
- 2019, Albatros de Xavier Beauvois ;
- 2020, Barbaque de Fabrice Éboué ;
- 2020, 80 000 ans de Christelle Lheureux.

#### En chanson
- 2017, Fécamp de Michel Deshays. Souvenirs d'enfance et l'adolescence

### Héraldique
| Blason de Fécamp | Blason  | De sinople aux trois tentes d’argent ouvertes du champ, celle de la pointe plus haute, au chef cousu d’azur chargé d’un faucon essorant, tenant dans ses serres une corne d’abondance, d’où s’échappent des graines brochant sur le champ, le tout d’argent. |
| Blason de Fécamp | Détails | Le statut officiel du blason reste à déterminer. |

## Pour approfondir